# Risurrezione di Gesù

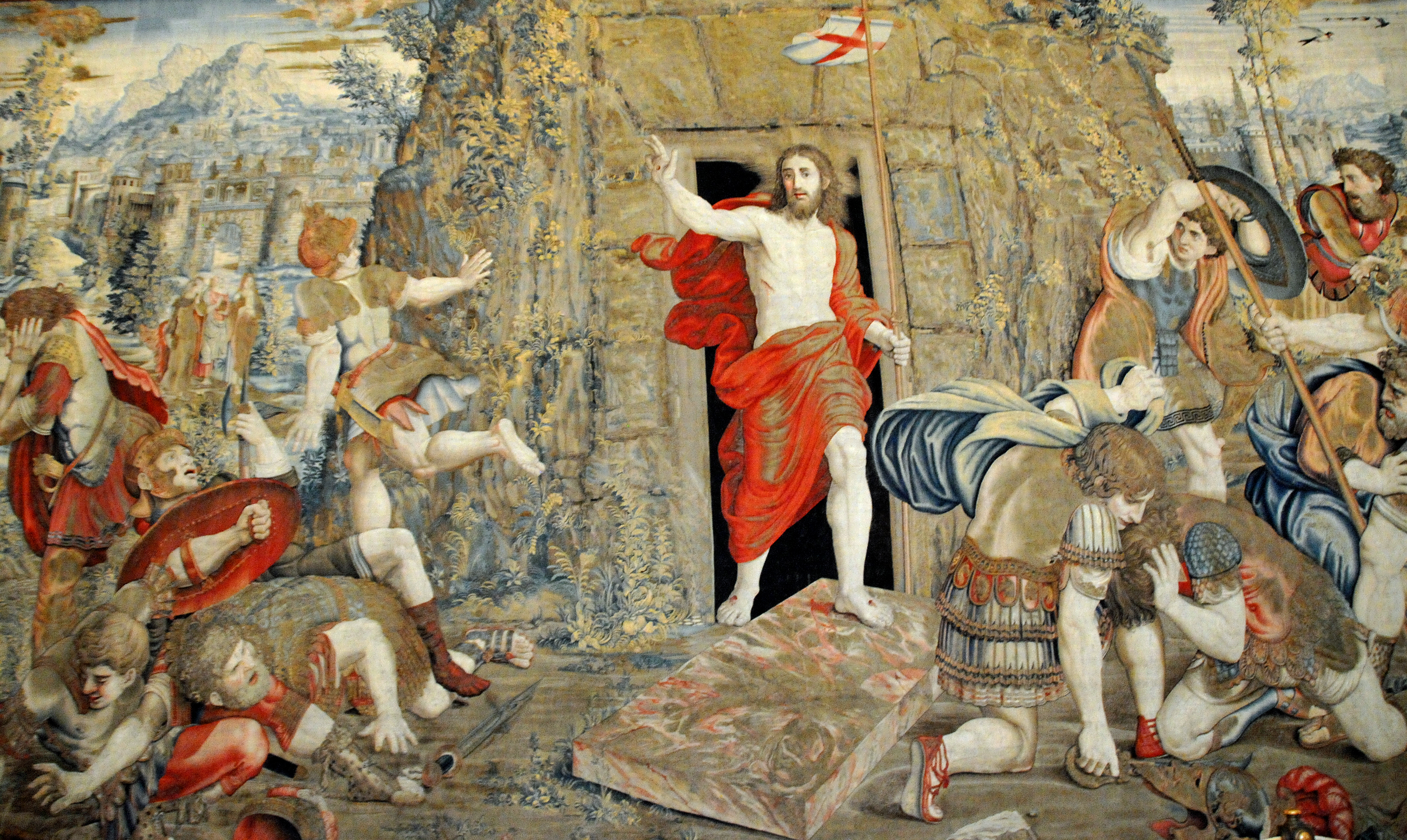
Risurrezione, Galleria degli Arazzi, Città del Vaticano

La risurrezione di Gesù è l'evento culminante della narrazione dei Vangeli e degli altri testi del Nuovo Testamento: secondo questi testi, il terzo giorno dalla sua morte in croce, Gesù risorse, lasciando il sepolcro vuoto e apparendo con il suo corpo ad alcune discepole e ad altri apostoli e discepoli. Per il Cristianesimo, l'evento è il principio e fondamento della fede, ricordato annualmente nella Pasqua, la più importante festività cristiana, e settimanalmente nella domenica. 
La tradizione cristiana considera l'evento della risurrezione di Gesù come evento miracoloso e fondamentale nella Storia e nella possibilità di salvezza di ogni creatura umana.
Il Nuovo Testamento non descrive in dettaglio il processo della risurrezione, ma presuppone che sia un atto esclusivamente di Dio, non osservato né influenzato da alcun essere umano (Marco 16,6). La fede del cristianesimo primitivo nella messianicità di Gesù Cristo e nella salvezza a vita eterna di coloro che confessano il suo nome si basa su questa testimonianza:
(Romani 10,9.)
La storicità della risurrezione di Gesù è un importante argomento dell'apologetica.

## Introduzione
La risurrezione di Gesù (in greco biblico: ἀνάστασις τοῦ Ἰησοῦ, romanizzato: anástasis toú Iēsoú) è la credenza cristiana secondo cui Dio risuscitò Gesù dai morti il terzo giorno dopo la sua crocifissione, dando inizio - o ripristinando- la sua esistenza gloriosa come Cristo e Signore. Secondo il Nuovo Testamento, Gesù è il primogenito dai morti, colui che ha aperto le porte del Regno di Dio. È apparso ai suoi discepoli, chiamando gli apostoli alla Grande Missione di perdonare i peccati e battezzare i pentiti, dopodiché è asceso al cielo.
Per la tradizione cristiana, la risurrezione corporea è stata la restituzione alla vita di un corpo trasformato e nutrito dallo spirito, come descritto da Paolo e dagli evangelisti, che ha portato all'affermazione del cristianesimo. Nella teologia dei cristiani, la Risurrezione di Gesù è "il mistero fondamentale della fede", come ricordato dalla Pasqua, insieme al mistero cristologico restante (Incarnazione, Passione e Morte), e unitamente ai Logia e alle opere del ministero di Gesù. Per i cristiani, la Sua Risurrezione è la garanzia che tutti i morti cristiani saranno risuscitati al momento della parousia (seconda venuta) di Cristo.
L'erudizione cristiana laica e liberale affermano che le esperienze religiose, così come le apparizioni di Gesù e la lettura ispirata dei testi biblici, hanno dato impulso alla credenza nella glorificazione di Gesù come "compimento delle Scritture", e alla ripresa dell'attività missionaria dei Suoi discepoli.
Gli studiosi del cosiddetto "Gesù storico" tendono generalmente a evitare l'argomento, poiché molti ritengono che la questione riguardi la presenza/assenza della fede.

## Sinossi evangelica
Secondo gli scritti dei vangeli, il terzo giorno dopo la deposizione nel sepolcro Gesù risorse (I giorno: venerdì, morte e deposizione; III giorno: domenica, resurrezione). I vangeli canonici non descrivono direttamente l'evento, che non ha avuto testimoni diretti, ma solo la testimonianza della scoperta della sua tomba vuota e le successive apparizioni di Gesù alle discepole e agli apostoli. La scoperta avvenne all'alba del giorno dopo il sabato, cioè domenica mattina, quando Maria Maddalena - sola o con altre donne, a seconda del resoconto evangelico - si recò al sepolcro.
| Matteo | Marco | Luca | Giovanni                                                                                            | Altri testi |
| --- | --- | --- | --------------------------------------------------------------------------------------------------- | --- |
| Morte in croce e Deposizione nel sepolcro                                                                           | | | | |
| Dopo il sabato all'alba Maria Maddalena e l'altra Maria al sepolcro (28,1)                                          | Passato il sabato all'alba Maria Maddalena, Maria di Giacomo e Salome al sepolcro (16,1-2)                      | Passato il sabato di mattino presto Maria Maddalena, Giovanna, Maria di Giacomo e altre (v. 10) al sepolcro (24,1)       | Il primo giorno della settimana quand'era ancora buio Maria Maddalena (e altre) al sepolcro (20,1)  | "Gesù Cristo... è risuscitato il terzo giorno secondo le Scritture" (1Cor15,3-4) "Gesù Cristo... costituito Figlio di Dio con potenza secondo lo Spirito di santificazione mediante la risurrezione dai morti" (Rm1,3-4) "Ricordati che Gesù Cristo, della stirpe di Davide, è risuscitato dai morti, secondo il mio vangelo" (2Tm2,8) "Gesù di Nazaret... Dio lo ha risuscitato" (At2,22-24) e passim |
| Terremoto, apparizione di un angelo che rotola la pietra del sepolcro, paura dei soldati (lett. "custodi") (28,2-4) | Pietra rotolata via, ingresso nel sepolcro e visione di un angelo (lett. "giovane"), paura delle donne (16,3-5) | Pietra rotolata via, ingresso nel sepolcro vuoto, apparizione di due angeli (lett. "uomini"), paura delle donne (24,2-5) | Pietra rotolata via (20,1); visione di due angeli nel sepolcro (20,11-13)                           | "Gesù Cristo... è risuscitato il terzo giorno secondo le Scritture" (1Cor15,3-4) "Gesù Cristo... costituito Figlio di Dio con potenza secondo lo Spirito di santificazione mediante la risurrezione dai morti" (Rm1,3-4) "Ricordati che Gesù Cristo, della stirpe di Davide, è risuscitato dai morti, secondo il mio vangelo" (2Tm2,8) "Gesù di Nazaret... Dio lo ha risuscitato" (At2,22-24) e passim |
| Annuncio alle donne della risurrezione, invio ai discepoli (28,5-7)                                                 | Annuncio alle donne della risurrezione, invio ai discepoli e a Pietro (16,6-7)                                  | Annuncio alle donne della risurrezione (24,5-8)                                                                          | -                                                                                                   | "Gesù Cristo... è risuscitato il terzo giorno secondo le Scritture" (1Cor15,3-4) "Gesù Cristo... costituito Figlio di Dio con potenza secondo lo Spirito di santificazione mediante la risurrezione dai morti" (Rm1,3-4) "Ricordati che Gesù Cristo, della stirpe di Davide, è risuscitato dai morti, secondo il mio vangelo" (2Tm2,8) "Gesù di Nazaret... Dio lo ha risuscitato" (At2,22-24) e passim |
| Partenza dal sepolcro, apparizione di Gesù alle donne (28,8-10)                                                     | Fuga dal sepolcro (16,8); apparizione di Gesù a Maria Maddalena (16,9)                                          | - | Nel sepolcro apparizione di Gesù, noli me tangere (20,14-17)                                        | "Gesù Cristo... è risuscitato il terzo giorno secondo le Scritture" (1Cor15,3-4) "Gesù Cristo... costituito Figlio di Dio con potenza secondo lo Spirito di santificazione mediante la risurrezione dai morti" (Rm1,3-4) "Ricordati che Gesù Cristo, della stirpe di Davide, è risuscitato dai morti, secondo il mio vangelo" (2Tm2,8) "Gesù di Nazaret... Dio lo ha risuscitato" (At2,22-24) e passim |
| - | Le donne, spaventate, fuggono dal sepolcro e non dicono niente a nessuno (16,8)                                 | Le donne dagli apostoli, annuncio, incredulità, Pietro al sepolcro, che vede vuoto (24,9-12)                             | Maria Maddalena dagli apostoli, annuncio, Pietro e Giovanni al sepolcro, che vedono vuoto (20,2-10) | "Gesù Cristo... è risuscitato il terzo giorno secondo le Scritture" (1Cor15,3-4) "Gesù Cristo... costituito Figlio di Dio con potenza secondo lo Spirito di santificazione mediante la risurrezione dai morti" (Rm1,3-4) "Ricordati che Gesù Cristo, della stirpe di Davide, è risuscitato dai morti, secondo il mio vangelo" (2Tm2,8) "Gesù di Nazaret... Dio lo ha risuscitato" (At2,22-24) e passim |
| Altre apparizioni e Ascensione                                                                                      | | | | |

## Nell'epistolario paolino
La convinzione che Gesù sia stato risuscitato dai morti si ritrova nelle prime testimonianze delle origini cristiane.

### Prima Lettera ai Corinzi
Il momento esatto della risurrezione in sé non è descritto in nessuno dei vangeli canonici, ma tutti e quattro contengono passaggi in cui Gesù predice la sua morte e ciò che sarebbe accaduto tre giorni dopo, la narrazione di tale evento, oltre ad allusioni che il lettore avrebbe capito col senno di poi. I testi del Nuovo Testamento non contengono descrizioni del modo in cui sia avvenuta una resurrezione, ma piuttosto resoconti di una tomba vuota e delle apparizioni di Gesù.

#### 1 Corinzi 15,1-8
Una delle lettere inviate dall'apostolo Paolo a una delle prime chiese greche, la Prima Lettera ai Corinzi, contiene uno dei primi credo cristiani che fa riferimento alle apparizioni post-mortem di Gesù e che esprime la convinzione che egli sia stato risuscitato dai morti, ovvero 1 Corinzi 15, 1-8. È ampiamente accettato che questo credo sia precedente a Paolo e alla stesura della Prima Lettera ai Corinzi.
Cionondimeno, essa è considerata la più importante testimonianza della risurrezione nel NT per la sua antichità e valore,, poiché Paolo la introduce come fondamento salvifico della fede da lui proclamata. Gli studiosi hanno sostenuto che nella sua presentazione della risurrezione, Paolo si riferisca a questa come a una precedente tradizione autorevole, trasmessa in stile rabbinico, che egli ha ricevuto, custodito e trasmesso alla Chiesa di Corinto.
Almeno i versi 3 e 4 sono considerati una citazione della più antica confessione di fede paleocristiana, che Paolo probabilmente adottò dalla Chiesa primitiva durante la sua prima visita a Gerusalemme (Galati 1,18-19). È probabile che essa sia stata scritta originariamente in aramaico a Gerusalemme e che fosse già stata messa in forma scritta, unitamente all'elenco dei destinatari. Paolo confessava la morte espiatoria vicaria, la sepoltura e la risurrezione di Gesù il terzo giorno come verità scritturali, cioè come tappe prestabilite da Dio nella storia della salvezza biblica che realizzano le promesse in essa contenute. Per i primi cristiani, queste tappe costituivano un'unità inscindibile e irreversibile, che determinava anche la struttura della narrazione della Passione e della Pasqua pre-marcana.
Nei versi da 5 a 7 che seguono, i cristiani della Chiesa primitiva collegarono un elenco dei destinatari di un'apparizione di Gesù in ordine cronologico. Ogni alinea è introdotta dal participio passivo “" / fu visto da..." (in greco: ὤφθη, trasl.: ophtae). La parola qui non indica la vista ordinaria, ma piuttosto uno svelamento visionario di verità terrene inaccessibili (rivelazione) resa possibile solo da Dio. La Septuaginta la usa spesso per riferirsi alle apparizioni di Dio (Esodo 16,10; Isaia 33,10-11; Isaia 35,2; Isaia 66,18; Salmi 838; Salmi 101,17, fra i molti altri). L'apocalittica giudaica, in particolare, narra di visioni oniriche in cui vengono anticipati gli eventi della fine dei tempi. Anche il messaggio dell'angelo in Marco 16,7 ("Là lo vedrete") e le affermazioni dello stesso Paolo in Galati 1,12.16 e 1 Cor 9,1 ("Non ho forse visto Gesù, nostro Signore?") si riferiscono a una percezione e a una rivelazione finale che è possibile solo da parte di Dio.
La natura di questa percezione non viene spiegata. Tutto si concentra sul suo contenuto: il Gesù precedentemente crocifisso e sepolto, ora risorto. È chiaro che si tratta di esperienze reali e sensibili.  Il vedere passivo era evidentemente un riconoscimento e un conoscere nuovamente (un ri-conoscimento) che rivelava infine la vera identità di Gesù, prima nascosta, a coloro che lo avevano visto/udito e in parte accompagnato nella sua vita terrena. Denota quindi un incontro personale con Gesù Cristo che rovesciava l'intera vita precedente dei destinatari. Per loro, Egli era ormai in modo irrevocabile colui che era stato inaspettatamente risvegliato da Dio a una nuova vita senza fine e senza possibilità di perdita.
Paolo e molti dei suoi destinatari non conoscevano il Gesù storico, motivo per cui al verso 6 probabilmente aggiunse il riferimento a testimoni viventi di un'apparizione di Gesù, tali che potessero essere interrogati. Ponendosi come ultimo componente dell'elenco dei testimoni al verso 8, sottolineò che il Risorto stesso lo aveva incaricato, nonostante il suo passato di persecutore di cristiani, proprio come gli apostoli della Chiesa primitiva, della missione universale alle nazioni. Anni prima, nella Epistola ai Galati, Paolo aveva sottolineato di aver ricevuto la sua chiamata come apostolo delle genti indipendentemente dalla Chiesa primitiva e di avere visitato quest'ultima solo in seguito: ciò avvalora l'autenticità del suo incontro con Gesù risorto e allo stesso tempo la sua coerenza con le precedenti visioni di Gesù avute dai primi cristiani, di cui Paolo fece poi propria la confessione di fede. Trattò quindi il tema della risurrezione in un fondamentale trattato teologico (1 Cor 15,12-58).

#### Paolo e la Chiesa di Gerusalemme
In definitiva, le origini del credo risiedono nella comunità apostolica di Gerusalemme, che formalizzò e iniziò a trasmettere tale verità pochi anni dopo la risurrezione.
Geza Vermes scrive:
(Vermes, Geza, The Resurrection, 2008)
Le origini ultime del credo risiedono probabilmente all'interno della comunità apostolica di Gerusalemme, rispetto a un articolo di fede che fu formalizzato e trasmesso entro pochi anni dalla risurrezione. Hans Grass sostiene l'ipotesi di un'origine a Damasco, mentre secondo Paul Barnett questa formula di fede era la variante di una prima tradizione di base che Paolo "ricevette" a Damasco da Anania nel 34 [d.C.] circa, dopo la sua conversione.
(1 Corinzi 15,3-8)
Nell'ekklēsia (Chiesa) di Gerusalemme, da cui Paolo ricevette questo credo, la frase "morì per i nostri peccati" era probabilmente una motivazione apologetica della morte di Gesù come parte del piano e dello scopo di Dio, come evidenziato nelle Scritture. Per Paolo, essa acquisì un significato più profondo, fornendo "una base per la salvezza dei Gentili peccatori a prescindere dalla Torah". L'espressione "morì per i nostri peccati" era stata anticipata da Isaia 53:4-11 e da 4 Maccabei 6:28-29. L'espressione "risorto il terzo giorno" era già stata profetizzata da Osea 6:1-2.
Paolo, scrivendo ai membri della Chiesa di Corinto, afferma che Gesù gli è apparso nello stesso modo in cui era apparso ai testimoni precedenti. In 2 Corinzi 12, Paolo descrive il suo rapimento estatico al terzo Cielo e, sebbene il linguaggio sia oscuro, un'interpretazione plausibile è che l'uomo credesse di vedere Gesù in trono alla destra di Dio.
I numerosi riferimenti paolini che affermano la sua fede nella risurrezione includono: 
(Romani 1,3-4)
(2 Timoteo 2,8)
(1 Corinzi 15, 3-7)

### Vangelo e Atti degli Apostoli

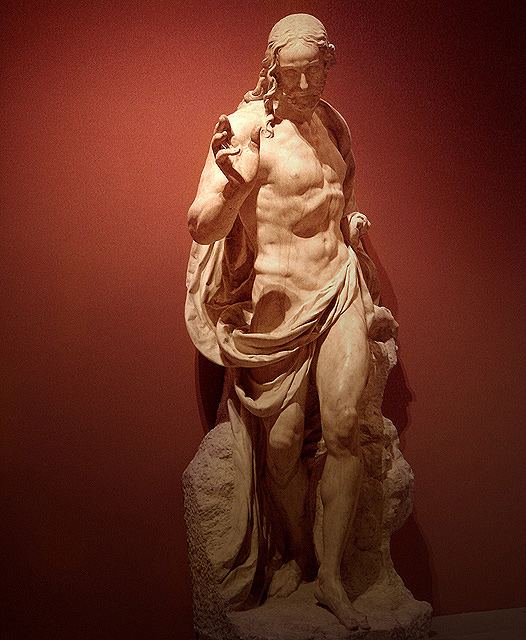
Risurrezione di Gesù Cristo (Germain Pilon, scultura su marmo realizzata prima del 1572).

Gesù è descritto come il "primogenito dai morti" (in greco: prōtotokos), il primo ad essere risuscitato dai morti, acquisendo così lo "status speciale del primogenito come figlio ed erede preminente". La sua risurrezione è anche la garanzia che tutti i morti cristiani saranno risuscitati in occasione della Seconda Parusia del Risorto, per un giudizio di salvezza o di condanna.
Dopo la risurrezione, Gesù è raffigurato mentre convoca gli apostoli per la Grande Missione, come descritto in Matteo 28:16-20, Marco 16:14-18, Luca 24:44-49, Atti 1:4-8 e Giovanni 20:19-23, in cui i discepoli ricevono la chiamata a far conoscere al mondo la buona novella del Salvatore vittorioso e la presenza stessa di Dio nel mondo per mezzo dello Spirito. 
(Template:Citazione passo biblico)
(Template:Citazione passo biblico)
(Template:Citazione passo biblico)
Il Vangelo secondo Marco, che è il più sintetico dei quattro, termina con la scoperta dee sepolcro vuoto da parte di Maria Maddalena, Salome e "Maria madre di Giacomo". Un giovane con una veste bianca appare loro in tale luogo, annunciando che Gesù era risorto e istruendole con le seguenti parolr:
(Template:Citazione passo biblico)
Più avanti, Marco 16:9 dice che Gesù apparve a Maria Maddalena, poi a due discepoli fuori Gerusalemme e quindi agli undici apostoli rimasti, incaricandoli di diffondere la buona novella: 
(Template:Citazione passo biblico)
Marco 16,8-9 rappresenta Gesù mentre proclama la salvezza eterna per opera dei discepoli.
In Matteo, Luca e Giovanni, l'annuncio della risurrezione è seguito da apparizioni di Gesù prima a Maria Maddalena e poi ad altri discepoli. Il Vangelo secondo Matteo descrive un'unica apparizione in Galilea, Luca menziona diverse apparizioni a Gerusalemme, mentre Giovanni, in modo complementare, menziona apparizioni sia a Gerusalemme che in Galilea. A un certo punto, queste apparizioni cessarono nella prima comunità cristiana, come si evince dalle narrazioni evangeliche. Al riguardo, gli Atti degli Apostoli dicono:
(Template:Citazione passo biblico)
Il Vangelo secondo Luca descrive l'Ascensione di Gesù al cielo a partire da una località vicina a Betania (Luca 24,50-51).
Nel Vangelo secondo Matteo, un angelo apparve a Maria Maddalena presso il sepolcro vuoto, dicendole che Gesù non era lì perché era stato risuscitato dai morti e la incaricava di dire agli altri discepoli di andare in Galilea, per incontrarLo. Gesù apparve poi a Maria Maddalena e "all'altra Maria" presso il sepolcro; in base a Marco 16:7, Gesù apparve a tutti i discepoli su un monte in Galilea, dove rivendicò l'autorità sul cielo e sulla terra e incaricò i discepoli di predicare il Vangelo a tutto il mondo. Matteo presenta la seconda apparizione in modo particolarmente enfatico:
(Matteo 28,16-29)
In questo messaggio, la fine dei tempi è ritardata al fine di condurre il mondo ad essere discepoli di Cristo.

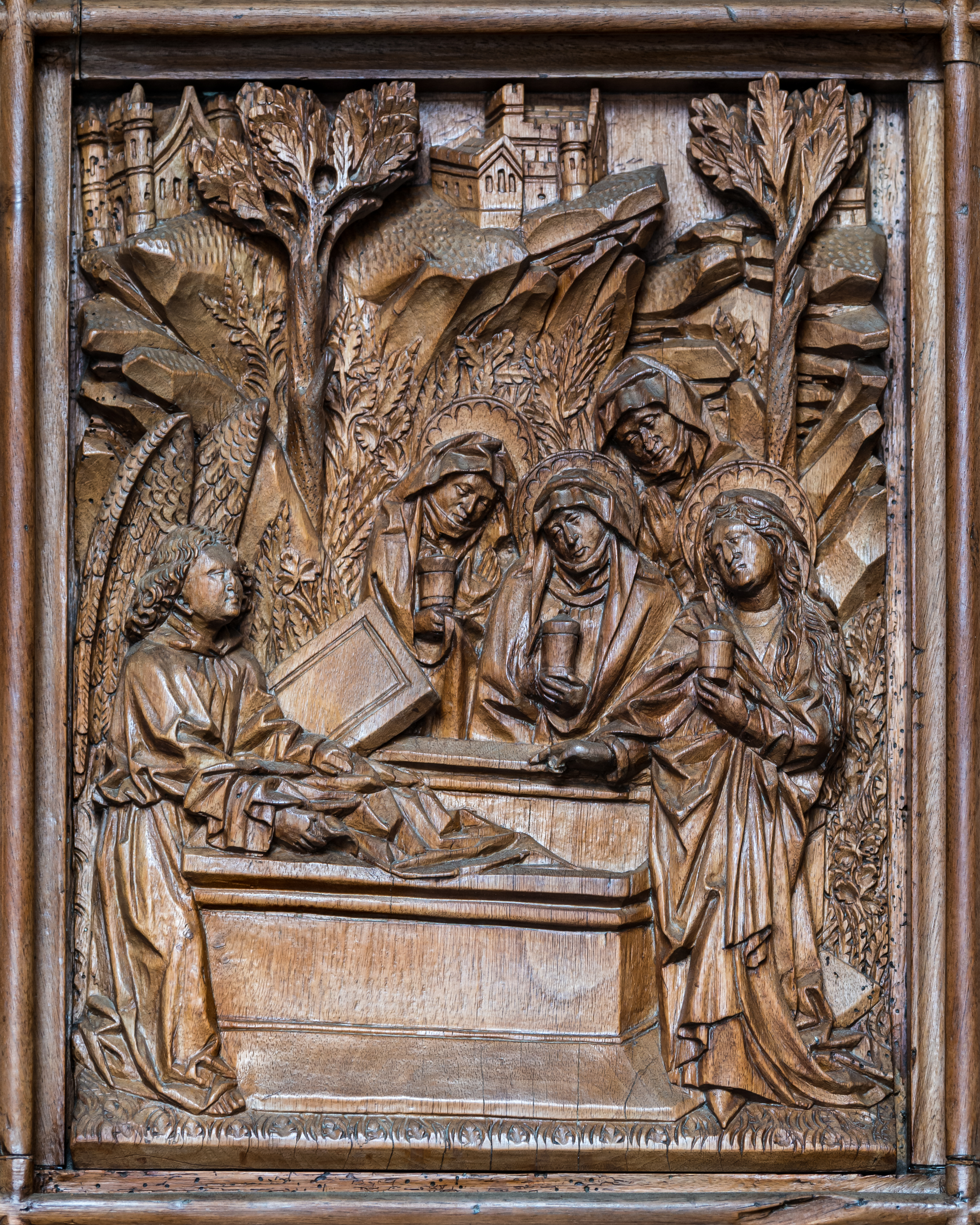
Le tre Marie al Sepolcro di Cristo sul portale ovest della Chiesa di Santa Maria della Pace (Cattedrale di Costanza, 1470).

Nel Vangelo secondo Luca, si afferma che "le donne che erano venute con lui dalla Galilea (Luca 23,55) si recarono al sepolcro di Gesù che trovarono vuoto. Due angeli appaiono per annunciare che Gesù non è lì, ma è stato risuscitato dai morti (Luca 24,1-5). Gesù appare poi a due discepoli in cammino verso Emmaus, che avvertono gli undici apostoli rimasti, i quali rispondono che Gesù è apparso a Pietro. Mentre descrivono questo, Gesù appare di nuovo, spiegando di essere il Messia risuscitato dai morti secondo le Scritture:
(Template:Citazione passo biblico)

Luca sottolinea la continuità corporea di Gesù. Quando all'inizio i discepoli furono "stupiti e spaventati” dalla riapparizione di Gesù risorto, pensando "di vedere un fantasma", Luca riporta l'insistenza di Gesù: 
(Luca 24,37-39)
Egli ascese poi al Cielo, assiso alla destra del trono di Dio Padre.
Nel Vangelo secondo Giovanni, Maria Maddalena trova il sepolcro vuoto e ne dà notizia a Pietro. Vide poi due angeli, dopodiché le apparve Gesù stesso. La sera, Gesù apparve agli altri discepoli, fatto a cui seguì un'altra apparizione una settimana dopo (Giovanni 20,1-29). Successivamente, apparve in Galilea a Pietro, Tommaso e altri due discepoli, ordinando a Pietro di prendersi cura di loro (Giovanni 21,1-19). In Giovanni, si rinviene un'enfasi simile a quella di Luca sulla continuità fisica, poiché Gesù dice a Tommaso:
(Giovanni 20,27)
Negli Atti degli Apostoli, Gesù apparve agli apostoli per quaranta giorni e ordinò loro di rimanere a Gerusalemme (Atti 1,3) dopodiché ascese al cielo, seguito dalla venuta dello Spirito Santo nella solennità di Pentecoste e dal mandato missionario della Chiesa primitiva.

## Analisi linguistica
Nelle lettere di San Paolo, per indicare la risurrezione, troviamo formule unipersonali con il verbo greco ἐγείρω (trasl.: egeìrō), che significa:
- attivo: "desto", "sveglio", "risveglio" qno (cfr. Omero e SEG:); 
  - traslato: ""eccito", "suscito", "desto", "infervoro", "stimolo" (Omero e SEG), esempi: guerra e coraggio (Omero e Attici); desideri (Platone); sollevo, innalzo gemito (tragici greci e Platone); fo risonare la lira (Pindaro;
  - di malati: "risano", "guarisco" (Nuovo Testamento); di morti: "risuscito", "desto da morte" (ID.);
- medio e passivo: "svegliarsi", "destarsi" (Omero e SEG.); "levarsi", "sorgere" (ID.;NT.); "veglio", "fo la guardia" (ID.).

Tale verbo greco è quello preferito da Paolo per indicare la risurrezione e, in generale, si rinviene in 144 passi biblici, tra cui:
- "Dio lo ha risuscitato dai morti": Romani 10,9[110], 1 Corinzi 6,14[111], 1 Corinzi 15,15[112], Efesini 1,20[113];
- "Colui che ha risuscitato Gesù dai morti": Romani 4,24[114], 2 Corinzi 4,14[115];
- "Dio Padre che lo ha risuscitato dai morti": Galati 1,1[116];
- "in lui anche siete stati insieme risuscitati per la fede nella potenza di Dio, che lo ha risuscitato dai morti": Colossesi 2,12[117].

Inoltre, con tale verbo si hanno altri passi biblici che definiscono il Signore Gesù:
- Dio che risuscita il Figlio dai morti:
  - 1 Tesssalonicesi 1,10[118]: "come vi siete convertiti dagl'idoli a Dio per servire il Dio vivente e vero, e per aspettare dai cieli il Figlio suo che egli ha risuscitato dai morti":  (è considerata la più antica testimonianza scritta della resurrezione nel NT);[119]
  - Colossesi 2,12[120]: "Con lui infatti siete stati sepolti insieme nel battesimo, in lui anche siete stati insieme risuscitati per la fede nella potenza di Dio, che lo ha risuscitato dai morti";[121]
- la gloria del Padre che resuscita il Figlio:
  - Romani 6,4[122]: "Per mezzo del battesimo siamo dunque stati sepolti insieme a lui nella morte, perché come Cristo fu risuscitato dai morti per mezzo della gloria del Padre, così anche noi possiamo camminare in una vita nuova";[123]
- l'irripetibilità dell'Incarnazione e la vittoria sulla morte:
  - Romani 6,9[124]: "sapendo che Cristo risuscitato dai morti non muore più; la morte non ha più potere su di lui."[125]

La resurrezione è menzionata anche in:
- Romani 7,4[126]: "Alla stessa maniera, fratelli miei, anche voi, mediante il corpo di Cristo, siete stati messi a morte quanto alla legge, per appartenere ad un altro, cioè a colui che fu risuscitato dai morti, affinché noi portiamo frutti per Dio";[127]
- Romani 8,34[128]: "Chi li condannerà? Cristo Gesù è colui che è morto e, ancor più, è risuscitato, è alla destra di Dio e anche intercede per noi."[129]

Abbiamo formule che combinano l'affermazione della risurrezione (col verbo egeìrō) con altri contenuti:
- Marco 16,6[130]: "Ma egli disse loro: «Non abbiate paura! Voi cercate Gesù Nazareno, il crocifisso. È risorto, non è qui";[131]
- Luca 24,33-34[132]: "E partirono senz'indugio e fecero ritorno a Gerusalemme, dove trovarono riuniti gli Undici e gli altri che erano con loro, 34 i quali dicevano: «Davvero il Signore è risorto ed è apparso a Simone";[133]
- Gesù è morto e risorto:
  - 1 Tessalonicesi 4,14[134]: "Noi crediamo infatti che Gesù è morto e risuscitato; così anche quelli che sono morti, Dio li radunerà per mezzo di Gesù insieme con lui";[135]
  - 1 Corinzi 15,3-4[136]: "Vi ho trasmesso dunque, anzitutto, quello che anch'io ho ricevuto: che cioè Cristo morì per i nostri peccati secondo le Scritture, fu sepolto ed è risuscitato il terzo giorno secondo le Scritture.";[137]
  - 2 Corinzi 5,15[138]: "Ed egli è morto per tutti, perché quelli che vivono non vivano più per se stessi, ma per colui che è morto e risuscitato per loro";[139]
- Il Figlio dell'uomo soffrirà, sarà umiliato, sarà ucciso e risorgerà dopo tre giorni:
  - Marco 8,31[140]: "Poi cominciò a insegnare loro che era necessario che il Figlio dell'uomo soffrisse molte cose, fosse respinto dagli anziani, dai capi dei sacerdoti, dagli scribi, e fosse ucciso e dopo tre giorni risuscitasse";[141]
  - Marco 9,31[142]: "Istruiva infatti i suoi discepoli e diceva loro: «Il Figlio dell'uomo sta per esser consegnato nelle mani degli uomini e lo uccideranno; ma una volta ucciso, dopo tre giorni, risusciterà";[143]
  - Marco 10,33-34[144]: "Ecco, noi saliamo a Gerusalemme e il Figlio dell'uomo sarà consegnato ai sommi sacerdoti e agli scribi: lo condanneranno a morte, lo consegneranno ai pagani, lo scherniranno, gli sputeranno addosso, lo flagelleranno e lo uccideranno; ma dopo tre giorni risusciterà".[145]

La risurrezione è indicata anche con il verbo greco ἀνίστημι (trasl.: anìstēmi), il cui significato fondamentale è quello di "levarsi in piedi" e ricorre 107 volte nel Nuovo Testamento.
Più nello specifico, significa:
- transitivo: "fo sollevare"; "fo alzare", "levare" qno (con accusativo);
- intransitivo: "risuscito, fo risorgere" (Iliade: 24, 551; tragici greci);
- intransitivo; attivo aoristo 3; perfetto, piuccheperfetto; medio presente, imperfetto, aoristo, futuro: la preposizione greca anà significa "su", quindi il verbo significa: "mi levo", "sorgo", vengo su", "mi alzo" (cfr. Omero e SEG; Iliade 1,68; Senofonte, Hell. 6,5,37; Iliade 19, 175; Odissea 16, 378; [...]; "risuscito": Erodoto, Aristofane).

## Luogo e data

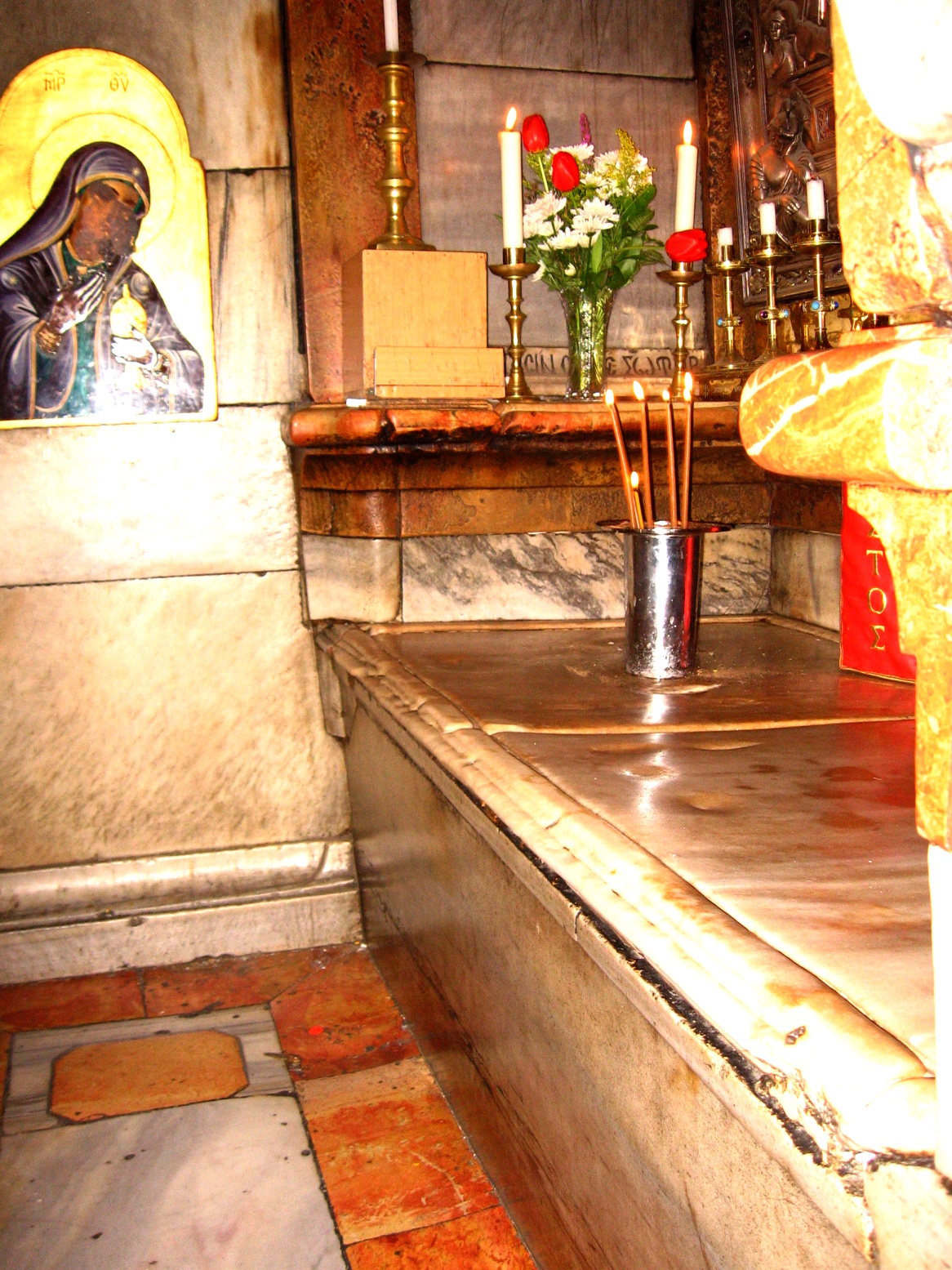
Scorcio della piccola cappella collocata all'interno della Basilica del Santo Sepolcro di Gerusalemme, secondo la tradizione situata nel luogo dove si trovava la piccola grotta del sepolcro, demolita con la costruzione della chiesa. Sulla destra si nota il ripiano dove fu adagiato il corpo di Gesù.

Il luogo della risurrezione di Gesù, riportato dai vangeli, è il sepolcro nel quale era stato deposto, situato poco fuori le mura di Gerusalemme vicino al Golgota-Calvario, il piccolo monticello roccioso dove Gesù fu crocifisso. La tradizione cristiana avrebbe conservato la memoria geografica del luogo, nel quale sorge attualmente la Basilica del Santo Sepolcro.
I vangeli non indicano la data precisa della risurrezione, ma narrano che la scoperta avvenne all'alba del giorno dopo il sabato, cioè tre giorni dopo la sua morte e deposizione nel sepolcro. Metricamente valutando, i "tre giorni" sono poco più che una giornata e mezza, dal tramonto del venerdì all'alba della domenica.
Anche la data della morte di Gesù non è indicata esplicitamente dai vangeli. L'ipotesi maggiormente diffusa tra gli studiosi è che sia venerdì 7 aprile del 30 (o meno probabilmente il 27 aprile 31 o il 3 aprile 33), che quindi rimanderebbe, come data della risurrezione, alla domenica 9 aprile del 30 .

## La resurrezione nei vangeli apocrifi
La descrizione della risurrezione o resurrezione di Gesù, assente nei vangeli canonici, trova invece posto in alcuni vangeli apocrifi. Nel vangelo di Pietro, la tomba di Gesù era sorvegliata da alcuni soldati romani comandati dal centurione Petronio, con la presenza anche di alcuni religiosi ebrei. L'apocrifo racconta che durante la notte del sabato i soldati di guardia videro due uomini avvolti da un grande splendore, che scesero dal cielo e si avvicinarono al sepolcro; la pietra che lo chiudeva rotolò via da sola e i due entrarono nel sepolcro. I soldati svegliarono il centurione e i religiosi ebrei. Mentre discutevano tra loro, i presenti videro tre uomini uscire dalla tomba; due di loro sorreggevano il terzo ed erano seguiti da una croce. Quindi si sentì una voce proveniente dal cielo e la croce gli rispose. I soldati e i religiosi abbandonarono il sepolcro e corsero da Ponzio Pilato, svegliandolo e raccontandogli l'accaduto. Su richiesta dei religiosi ebrei, Pilato ordinò al centurione e ai soldati di non dire a nessuno ciò che avevano visto.

## Storicità dell'evento
La tradizione cristiana considera l'evento della risurrezione di Gesù come storico e fondamento della fede cristiana. Il Catechismo della Chiesa cattolica afferma che alla luce delle testimonianze contenute nei Vangeli" è impossibile interpretare la risurrezione di Gesù al di fuori dell'ordine fisico e non riconoscerla come avvenimento storico". Joseph Ratzinger ha affermato che la resurrezione di Gesù è un mistero che va oltre la scienza: Gesù non ritorna alla normale vita biologica (come Lazzaro e le altre persone risuscitate di cui si parla nei Vangeli), ma il suo corpo viene trasformato, per cui non è più soggetto alle leggi dello spazio e del tempo. Per Ratzinger, la resurrezione di Gesù inaugura una nuova dimensione definita escatologica: l'evento avviene nella storia e vi lascia un'impronta, ma va al di là della storia. Il teologo Franco Giulio Brambilla precisa che la risurrezione in sé non è un evento storico ma metastorico, tuttavia si manifesta storicamente presso i discepoli e per mezzo di essi. 
Secondo il teologo Hans Kessler, la risurrezione è comunque "una realtà accettabile e comprensibile solo nella fede", piuttosto che un fatto indagabile e verificabile con i mezzi dello storico.

### Argomenti a favore della storicità

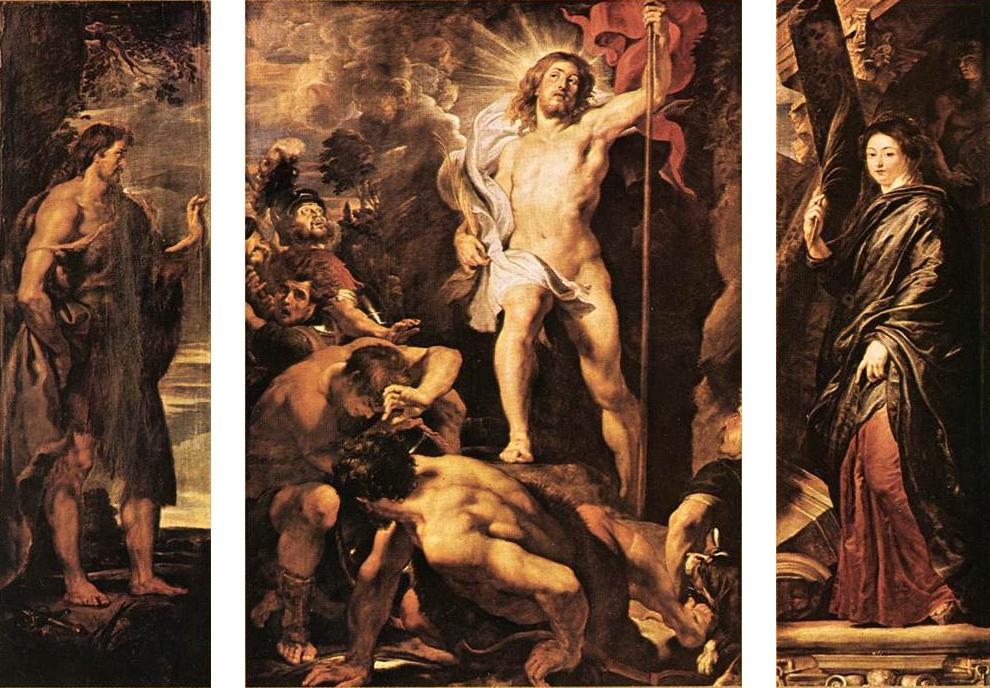
La Resurrezione di Cristo, di Peter Paul Rubens

I resoconti evangelici sono sostanzialmente concordi nell'evento della risurrezione, testimoniato dalla constatazione della tomba vuota e dalle apparizioni alle discepole prima e poi agli apostoli. La differenza fra le varie tradizioni, spiegabili con redazioni diverse quanto a cronologia e zona geografica nonché con i diversi destinatari a cui ciascun evangelista si rivolge (Matteo agli ebrei, Luca ai Greci e ai Romani), è un punto a favore della storicità: se i primi cristiani avessero voluto a posteriori inventare la risurrezione, sarebbero stati attenti a renderla credibile. Alcune discordanze sono comunque dettagli secondari (come l'apparizione alle discepole di uno o di due angeli) mentre altre sono conciliabili, come i luoghi delle apparizioni agli Apostoli (è possibile che le prime siano avvenute a Gerusalemme e le successive in Galilea dove essi si sarebbero spostati). In merito ad altre differenze evangeliche, taluni rilevano come alcuni brani dei vangeli canonici - ad esempio il cosiddetto finale lungo del vangelo di Marco - siano da considerarsi aggiunte posteriori.
Alcuni sostengono inoltre che l'evento non possa essere stato inventato dai discepoli in base alla loro fede in Gesù Messia: nell'Antico Testamento non si trova scritto che il Messia doveva morire e risorgere. Il "compimento" dell'Antico Testamento rappresentato da Gesù si trova a un livello ulteriore, fuori dalle stesse categorie previste dalle Scritture: gli ebrei si aspettavano infatti la risurrezione di tutti alla fine dei tempi, e per le loro concezioni la risurrezione di Gesù è assolutamente imprevedibile Alcuni passi dell'Antico Testamento (come il Salmo 22) sono stati successivamente riferiti alla morte di Gesù e altri (come il Salmo 15) sono stati riferiti alla sua risurrezione, ma per i maggiori studiosi non è stata la Scrittura a suscitare il racconto degli eventi della risurrezione, ma sono stati gli eventi della risurrezione che hanno condotto ad una nuova interpretazione della Scrittura. Salmi 15 ("non abbandonerai la mia vita nel sepolcro, né lascerai che il tuo santo veda la corruzione") è stato tradizionalmente inteso come una profezia della Resurrezione il terzo giorno dopo la morte: infatti, gli ebrei ritenevano che la corruzione del cadavere iniziasse a partire dal quarto giorno ed è a partire dal quarto giorno che il corpo di Lazzaro iniziava a essere maleodorante (Giovanni 11,39: "...già manda cattivo odore, poiché è di quattro giorni"). 
La sepoltura di Gesù, messa in dubbio da alcuni studiosi, è un fatto storico attestato anche da san Paolo (15,3-4) che però non dice come e dove fu sepolto. In Giudea, i condannati a morte venivano di solito sepolti in una fossa comune, ma l'autorità romana poteva concedere a sua discrezione la restituzione dei corpi a familiari o parenti; è poco plausibile che una richiesta proveniente da un giudeo autorevole come Giuseppe di Arimatea che non era né un famigliare né un parente (presentato dagli evangelisti come membro del Sinedrio o uomo ricco o discepolo), sia stata accolta favorevolmente. D'altra parte, non c'è alcuna prova storica che attesti che Gesù è stato sepolto in una fossa comune destinata ai delinquenti, come sostiene qualche studioso; così come pure non sono emerse, neanche da parte ebraica, storie o leggende che raccontino una modalità di sepoltura simile alla narrazione dei Vangeli. Il racconto della sepoltura presentato dagli Atti degli Apostoli (13,27-30) appare differente, ma secondo il biblista Carlo Maria Martini ciò sembra frutto di un'abbreviazione e non è da considerarsi necessariamente in opposizione ai Vangeli. Secondo il cardinale Gianfranco Ravasi è invece da considerarsi sospetta la storicità della sorveglianza del sepolcro da parte delle guardie, riferita dal vangelo di Matteo (27,62-66); l'episodio ha un valore apologetico (dimostrare l'impossibilità del furto del cadavere da parte dei discepoli), pertanto va considerato con cautela, leggendolo soprattutto sotto il profilo teologico (per il biblista Alberto Maggi le guardie rappresentano coloro che sono al servizio della morte e nulla possono contro la manifestazione del Dio della vita).
Per quanto riguarda la questione della tomba vuota, alcuni studiosi fanno osservare che se la tomba di Gesù fosse rimasta intatta, quest'argomento sarebbe stato usato dai giudei contro i primi discepoli per confutare le affermazioni sulla resurrezione; altri ammettono che la tomba vuota non è in sé una prova della resurrezione, dato che può avere spiegazioni di vario tipo, ma lo diventa insieme alle testimonianze delle successive apparizioni. D'altra parte, le apparizioni senza la tomba vuota non sarebbero neanche loro un elemento a favore della resurrezione, dato che non avrebbero avuto nulla di diverso dalle normali apparizioni di morti riferite in vari luoghi ed epoche: ma entrambi gli eventi si completano e rafforzano.
Un ulteriore argomento proposto a favore della resurrezione è quello della "causa proporzionata" (Martin Dibelius): secondo il racconto biblico prima della risurrezione gli apostoli e i discepoli se ne stavano nascosti impauriti, dopo le apparizioni di Gesù risorto diventano audaci. Una truffa volontaria non può aver spinto i primi cristiani a rischiare la vita e a morire per una menzogna. La risurrezione è stata la causa di questo radicale cambiamento, proporzionata all'effetto ottenuto. Secondo lo studioso ebreo di religioni Pinchas Lapide, neanche l'ipotesi che si sia trattato di allucinazioni è sufficiente a spiegare la profonda trasformazione dei discepoli.

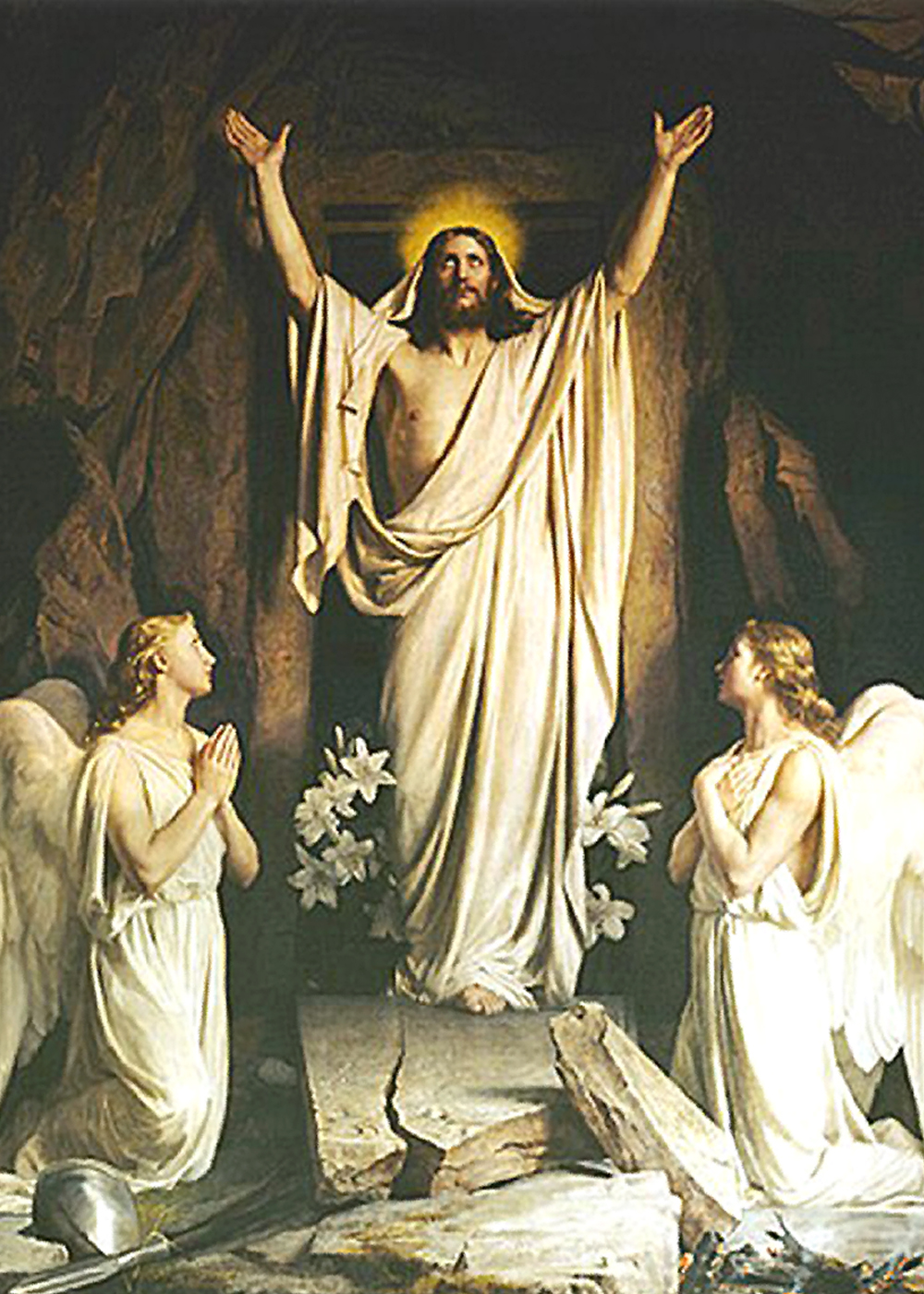
La Risurrezione, di Carl Heinrich Bloch

Altri studiosi osservano, inoltre, come il resoconto della risurrezione di Gesù sia molto antico e abbia costituito fin dall'inizio il cuore della predicazione cristiana, come testimoniano le Lettere di Paolo e gli Atti degli Apostoli (es. 1Cor15,1-8 e At2,32): una prossimità così forte ai fatti esclude quindi, a loro giudizio, la possibilità di distorsioni ed elaborazioni mitologiche.
È stato anche evidenziato che ci sono importanti differenze tra le risurrezioni delle divinità narrate nei miti pagani e la risurrezione di Gesù: mentre le prime hanno un contorno leggendario, la seconda è situata in un contesto storico determinato. Gesù è un uomo vissuto in un luogo preciso (la Palestina) e un periodo storico preciso (l'epoca di Augusto e Tiberio): la sua esistenza si colloca dentro la realtà concreta della storia e pertanto la sua risurrezione (legata al fatto storico della sua morte) non può essere ridotta a simbolo di una realtà della natura (come ad esempio la rinascita primaverile).
John Paul Meier, docente di Nuovo Testamento alla Notre Dame University afferma, nella sua opera Un ebreo marginale. Ripensare il Gesù storico: "Benché sia un avvenimento reale avvenuto a Gesù Cristo», l'evento della risurrezione «non è avvenuto nel tempo e nello spazio e perciò non dovrebbe essere chiamato storico» (p. 186).
E ancora: «la morte e la resurrezione di Gesù sono un evento unico, tra le antiche divinità del Vicino Oriente non si riscontra nulla di simile. Chiunque pensi che Gesù sia stato plasmato prendendo a modello tali divinità deve portare qualche prova -di qualunque genere- che gli ebrei palestinesi furono influenzati» da quei racconti. In ogni caso, «le differenze tra Gesù e gli dei di morte e rinascita dimostrano che Gesù non fu plasmato con le loro caratteristiche, persino nel caso che ai suoi tempi ci fossero persone che parlavano di quelle divinità» (p. 234,235).
Il teologo Hans Küng afferma: «non fu la fede dei discepoli a risuscitare Gesù ma fu il resuscitato a condurli alla fede».

### Argomenti a favore della non storicità

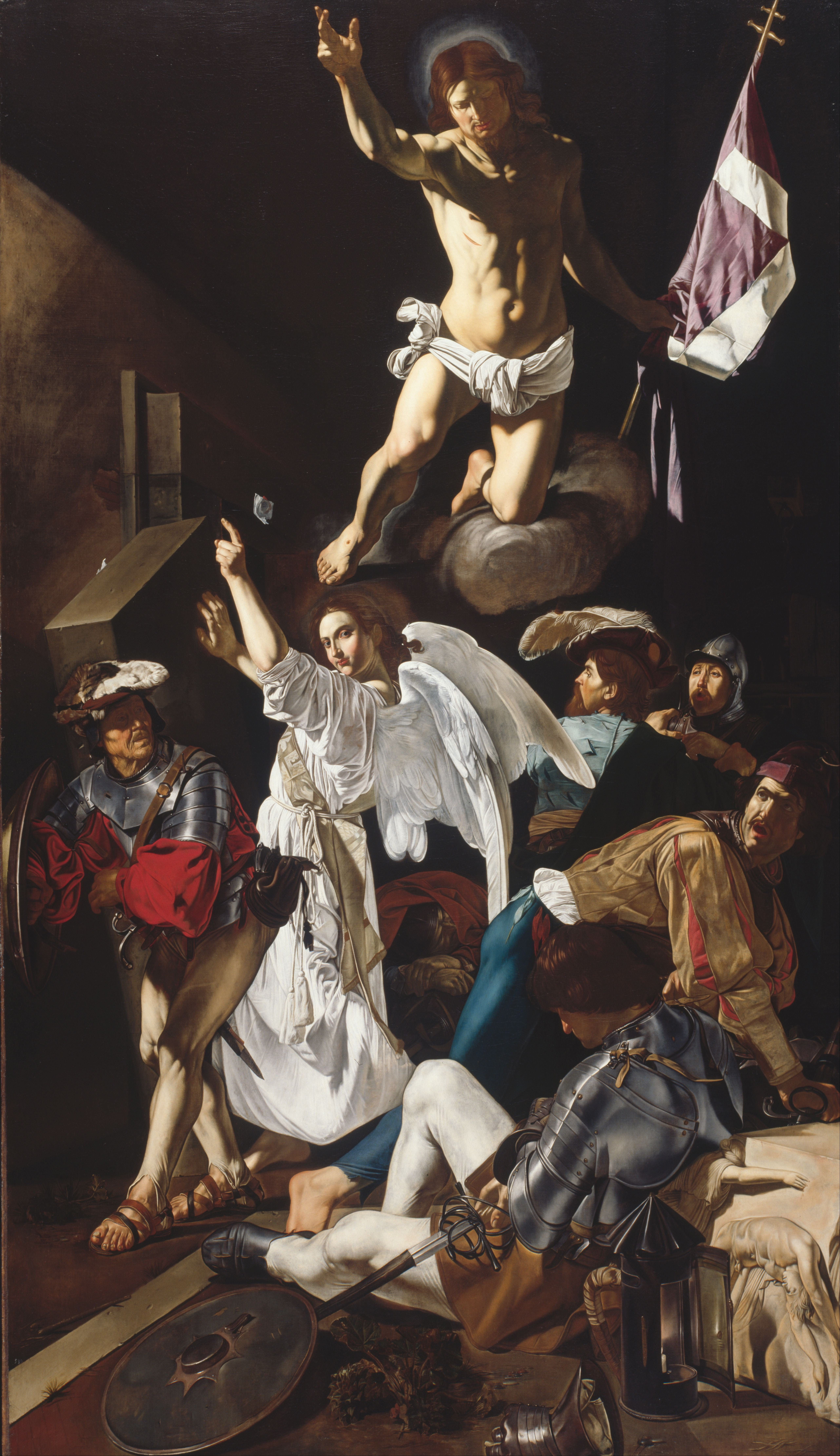
Risurrezione di Gesù, Francesco Buoneri, 1619–20

L'accuratezza storica dei vangeli canonici - in merito alla ricostruzione degli avvenimenti legati alla morte e risurrezione di Gesù - pone parecchie perplessità agli storici; in particolare, sulla risurrezione gli stessi vangeli cadono in contraddizioni spesso non conciliabili, oltre a dissentire su quasi tutti i dettagli. Il primo aspetto riguarda la scoperta della tomba vuota: la donna che si reca al sepolcro la domenica della risurrezione è solo una secondo Giovanni, sono invece due secondo Matteo, tre secondo Marco e almeno cinque secondo Luca; il momento in cui le donne si recano al sepolcro è prima dell'alba secondo Giovanni e all'alba, secondo invece i sinottici; inoltre, secondo i Vangeli di Marco, Giovanni e Luca, le donne che arrivano al sepolcro trovano la pietra all'ingresso già rotolata, mentre secondo il Vangelo di Matteo trovano il sepolcro chiuso e un angelo che, dopo "un gran terremoto", scende dal cielo e fa rotolare la pietra dall'ingresso, per poi sedervisi sopra. Anche in merito agli angeli che le donne trovano al sepolcro vi sono più divergenze: secondo i Vangeli di Matteo e Marco, l'angelo è uno solo, mentre secondo i Vangeli di Luca e Giovanni sono due; gli stessi angeli, peraltro, quando vengono visti sono fuori dal sepolcro per Matteo, ma dentro il sepolcro per Marco e Giovanni, mentre Luca non specifica se siano fuori o dentro. Il Vangelo secondo Giovanni - in merito al momento in cui il/gli angelo/i vengono visti e parlano alla/e donna/e - segue inoltre un diverso schema degli eventi rispetto agli altri tre Vangeli: nei sinottici, infatti, il/gli angelo/i vengono visti dalle donne appena queste arrivano al sepolcro vuoto al mattino della domenica, mentre in Giovanni la donna che arriva la mattina al sepolcro vuoto non vi si ferma, ma corre ad avvisare i discepoli e, dopo esser tornata al sepolcro con due di loro, solo quando questi se ne saranno andati vedrà gli angeli dentro il sepolcro stesso. Secondo Matteo, Gesù appare a Maria Maddalena e ad un'altra donna, secondo Marco e Giovanni appare alla sola Maria Maddalena, mentre Luca non riporta apparizioni alle donne. Inoltre, secondo Matteo, Luca e Giovanni le donne dal sepolcro corrono ad avvisare i discepoli, mentre all'opposto secondo Marco non dicono niente a nessuno perché hanno paura. Dopo l'informazione ricevuta dalle donne, per Matteo nessuno dei discepoli va al sepolcro per controllare, per Luca ci si reca solo un discepolo (Pietro), per Giovanni ci vanno due discepoli (Pietro e lo stesso Giovanni).
I resoconti evangelici non si conciliano neppure in merito al luogo della prima apparizione di Gesù agli apostoli, che in entrambi i casi seguivano le indicazioni precedentemente date loro: secondo i Vangeli di Giovanni e Luca avviene a Gerusalemme, mentre i Vangeli di Marco e Matteo pongono entrambi l'episodio in Galilea. Anche Raymond Brown ammette come i vari resoconti evangelici si riferiscano alla stessa apparizione pur collocandola in modo contraddittorio: «Va quindi respinta la tesi che i Vangeli possano essere armonizzati mediante una risistemazione in virtù della quale Gesù appare varie volte ai Dodici, prima a Gerusalemme e poi in Galilea». Si consideri, altresì, che secondo il Vangelo di Luca - creando ulteriori discrepanze tra le varie versioni - Gesù il giorno della Risurrezione proibisce agli apostoli di lasciare Gerusalemme fino a quando non avessero ricevuto la potenza dello Spirito, il che avverrà oltre 40 giorni dopo, successivamente anche alla sua Ascensione; Gerusalemme è in Giudea e dista dalla Galilea circa duecento chilometri: per percorrere il tragitto da Gerusalemme a Cafarnao a piedi occorre almeno una settimana, tenendo anche presente che gli Ebrei il sabato non potevano viaggiare. All'interno degli stessi Vangeli vi sono poi ulteriori discordanze incrociate sulla prima apparizione di Gesù agli apostoli: Giovanni e Luca pongono entrambi l'episodio a Gerusalemme, ma Giovanni dice di fronte a 10 apostoli (mancando Tommaso) mentre Luca dice di fronte a tutti e 11 gli apostoli; invece, Marco e Matteo pongono entrambi l'episodio in Galilea, ma Marco dice che avviene in una mensa e Matteo dice che avviene su un monte (ma secondo diversi esegeti l'apparizione riferita dal finale del vangelo di Marco si verifica invece a Gerusalemme). Inoltre, in merito all'ordine dato agli apostoli di recarsi in Galilea dopo la risurrezione, secondo il Vangelo di Marco è un angelo che dà tale ordine, mentre secondo il Vangelo di Matteo è Gesù stesso a darlo. 
Infine, anche in merito all'Ascensione di Gesù i resoconti storici neotestamentari non concordano: per il Vangelo secondo Luca avviene nel giorno stesso della risurrezione, mentre invece, secondo gli Atti degli Apostoli, avviene dopo 40 giorni, durante i quali Gesù appare agli apostoli "con molte prove".
Si ravvisano una serie di discrepanze storiche anche per quanto riguarda la deposizione dalla croce e la sepoltura ad opera di Giuseppe di Arimatea, presentato nei Vangeli di Marco e Luca come un membro del Sinedrio e in quelli di Matteo e Giovanni come un discepolo di Gesù. Gli Atti degli Apostoli, contraddicendo i Vangeli, fanno infatti riferimento a una diversa tradizione, sostenendo che la deposizione dalla croce e la sepoltura di Gesù furono effettuate da coloro che non lo riconobbero come Messia e lo condannarono, quindi le autorità giudaiche e cioè tutti i membri del Sinedrio; neppure Paolo - così come gli Atti e gli autori delle altre lettere canoniche - parla mai di Giuseppe di Arimatea o del sepolcro vuoto in nessuno dei suoi scritti. Secondo alcuni studiosi, la figura di Giuseppe di Arimatea, verosimilmente, può essere stata creata per la necessità di avere un personaggio degno di fiducia e un luogo preciso - a differenza di una fossa comune - da cui proclamare la risurrezione di Gesù. Altri studiosi mettono invece in dubbio alcuni aspetti della sua figura, come quello che fosse un discepolo di Gesù, e il biblista Mauro Pesce sostiene - pur ritenendo possibile, come riportato in At13,27-30, che la sepoltura fosse stata effettuata dalle autorità giudaiche di Gerusalemme (per un uomo solo non sarebbe stato possibile tirare giù un condannato dalla croce e trasportarlo sul luogo della sepoltura) - che la figura di Giuseppe di Arimatea non sia probabilmente storica ma creata per giustificare la presenza di una tomba privata e che, dopo esser stato citato per la prima volta per il solo scopo della sepoltura, scompaia dagli stessi vangeli e non sia mai menzionato neppure negli Atti degli Apostoli; la figura di tale personaggio è quindi indispensabile per la strategia narrativa evangelica ma - anche supponendo storico l'intervento sinedrile nella sepoltura, che avrebbe comunque comportato l'utilizzo di una fossa comune - si è avuta la trasformazione di un atto del Sinedrio in un'iniziativa individuale (compresa la richiesta del cadavere a Pilato). Alcuni autori fanno però notare che gli Ebrei, a differenza dei Romani, non usavano fosse comuni a causa di un divieto religioso riportato dal Talmud babilonese, per cui ritengono che la sepoltura di Gesù nel terreno da parte del Sinedrio sarebbe avvenuta in una fossa singola.
Altri autori mettono invece in dubbio la storicità della presenza delle guardie alla tomba di Gesù riportata dal vangelo di Matteo, rilevando l'incongruenza dell’effetto che ha la loro testimonianza sui capi dei sacerdoti: essi credono al racconto delle guardie su eventi soprannaturali (terremoto, apparizione di un angelo, tomba vuota a seguito della risurrezione), ma di fronte ad eventi che manifestano la messianicità di Gesù pensano di opporsi al piano di Dio mettendo a tacere la storia mediante la corruzione delle guardie. Inoltre, i soldati romani risultano disposti a testimoniare di essersi addormentati in servizio di guardia, nonostante fosse prevista nell'esercito romano la pena di morte per tale mancanza, come riportato da Matteo; gli altri tre evangelisti non si pongono neppure il problema di come le donne avrebbero potuto accedere al sepolcro, sapendo della presenza delle guardie romane con il compito di impedirlo. Secondo il teologo Rudolf Bultmann "Matteo (27,62-66) aggiunse la leggenda delle guardie al sepolcro per ragioni apologetiche".
Secondo la grande maggioranza degli studiosi, i testi evangelici si sono formati gradualmente nel corso del tempo attraverso aggiunte e modifiche successive delle prime versioni scritte, che risalgono a 35-40 anni dopo la morte di Gesù: un lasso di tempo sufficiente a riadattare il racconto alle esigenze bibliche e spirituali dei cristiani dell'epoca. Le contraddizioni interne ai Vangeli sono quindi la logica conseguenza della formazione degli stessi: secondo l'ipotesi storica maggiormente condivisa, l'autore (o gli autori) del Vangelo secondo Marco scrisse - al di fuori della Palestina e in greco, come avvenne anche per gli altri tre vangeli canonici - verso il 70 d.C., basandosi su tradizioni prevalentemente orali; i due Vangeli successivi di Matteo e Luca furono composti attorno all'80-85 d.C. e presero come fonte principale proprio il Vangelo di Marco, ma aggiunsero anche altre fonti - in comune e personali - e iniziarono quindi a distinguersi nelle versioni dei vari episodi narrati; per ultimo, verso la fine del I secolo d.C., fu composto il Vangelo di Giovanni, che si discosta ancor maggiormente dagli altri Vangeli canonici ed è considerato il meno storico. 
Oltre a ciò, in tutti gli scritti neotestamentari sono presenti errori e alterazioni, legati alle successive fasi di copiatura manuale degli scritti, variazioni che in alcuni casi sarebbero state introdotte consapevolmente per correggere delle incongruenze con altri brani biblici oppure per asseverare determinate posizioni teologiche, e avrebbero inciso pesantemente sull'affidabilità storica dei testi. Si consideri, ad esempio, che nel Vangelo secondo Marco alcuni studiosi ritengono comunemente che i versetti finali, dal 9 al 20 del capitolo 16, sarebbero un'aggiunta successiva dei copisti e che il Vangelo quindi terminasse al versetto 8, senza citare alcuna apparizione di Gesù risorto e con le donne che non parlano a nessuno del sepolcro vuoto.
Bisogna, inoltre, tener presente che nel cristianesimo delle origini era molto attesa la venuta imminente del Messia, a cui bisognava prepararsi con una condotta di vita basata sull'amore e la giustizia. Il biblista Bart Ehrman scrive: "da quasi un secolo, ormai, la maggior parte degli studiosi del settore sostiene che il modo migliore per comprendere la figura storica di Gesù sia collocarla nel contesto ebraico del suo tempo e considerarlo un profeta apocalittico. Questa opinione fu avanzata per la prima volta da Albert Schweitzer nel lontano 1906 e persiste da più di un secolo". Tali studiosi ritengono quindi che Gesù sia stato un predicatore apocalittico il quale credeva imminente la venuta di Dio nel mondo; anche il primo cristianesimo nacque come movimento apocalittico, prevedendo entro la generazione vivente il ritorno di Gesù - ovvero la sua seconda venuta, detta parusia - e l'avvento del regno di Dio; la fede in tale predizione iniziò, però, ad affievolirsi a mano a mano che i seguaci morivano senza che la stessa si avverasse, portando poi allo sviluppo della successiva teologia. Lo stesso Hans Küng ammette come questi brani neotestamentari, per quanto «molto scomodi» per la successiva teologia cristiana, preannunciassero effettivamente l'avvento imminente del regno di Dio, anche per bocca dello stesso Gesù. 
Secondo alcuni autori, dopo la morte di Gesù è possibile che i discepoli attendessero il suo imminente ritorno e poi, delusi, si fossero auto-illusi che fosse ancora vivo e di averlo visto.
Sono state poi avanzate spiegazioni di natura storico-antropologica, di storicizzazione del mito, che in particolare evidenziano le similarità tra la vicenda di Gesù ed eventi di resurrezione attribuiti ad altre divinità, come Mitra, Dioniso, Attis, Osiride, Tammuz. La risurrezione di Gesù farebbe quindi parte di miti ricorrenti sulla divinità che muore e risorge: mitologie appartenenti alla stessa area Medio-Orientale, a volte contemporanee come quella di Mitra. L'ipotesi mitologica non è però condivisa da vari studiosi tra cui Bart Ehrman, biblista agnostico, che ha obiettato che ai tempi di Gesù alcune correnti dell'ebraismo (come i Farisei) credevano già nella risurrezione, anche se la collocavano alla fine dei tempi; per Ehrman, la credenza nella risurrezione di Gesù si sarebbe sviluppata nell'ambito delle credenze dell'ebraismo.
Secondo alcuni studiosi, il racconto della tomba vuota e quello delle apparizioni di Gesù risorto sarebbero state in origine due tradizioni indipendenti (tramandate rispettivamente dal Vangelo di Marco e dalle Lettere di Paolo), che gli altri evangelisti avrebbero successivamente messo insieme. In particolare, il racconto della tomba vuota sarebbe stato una tradizione successiva e sarebbe stato riportato per sottolineare non solo che Gesù era risorto, ma anche che era risorto fisicamente e non solo spiritualmente. Sulla tomba vuota sono state avanzate dagli studiosi scettici diverse spiegazioni alternative a quella di un evento soprannaturale.
Tra la fine del Settecento e la prima metà dell'Ottocento, alcuni teologi razionalisti tedeschi hanno avanzato ipotesi su una morte apparente di Gesù. Secondo Karl Friedrich Bahrdt, a Gesù sarebbe stata somministrata mentre era in croce una pozione che avrebbe simulato la sua morte; una volta tolto dalla croce, sarebbe stato rianimato e fatto scappare. Secondo Karl Heinrich Venturini e Heinrich Paulus, Gesù sarebbe svenuto o entrato in coma mentre era sulla croce; creduto morto, sarebbe stato messo nel sepolcro, dove si sarebbe risvegliato spontaneamente. Secondo Venturini, Gesù sarebbe stato aiutato ad uscire dal sepolcro e a scappare dai membri di una società segreta che aveva fondato all'insaputa degli Apostoli. La maggior parte degli studiosi moderni considera queste ipotesi prive di supporti storici e scientifici.
Altri, soprattutto in passato (a partire da Hermann Samuel Reimarus), hanno ipotizzato la truffa volontaria: secondo questa tesi i discepoli (magari alcuni all'insaputa degli altri) rubarono il corpo di Gesù e ne sostennero falsamente e coscientemente la risurrezione. Questa tesi, in particolare, pare fosse sostenuta in epoca apostolica dagli Ebrei (Mt28,11-14). Altri ancora, salvando la buona fede dei discepoli, ritengono che il corpo di Gesù sia stato spostato da altri a loro insaputa. Secondo Robert Price, il corpo di Gesù sarebbe stato spostato dallo stesso Giuseppe di Arimatea, che dopo averlo tumulato provvisoriamente in un sepolcro vicino a causa dell'imminente inizio del sabato, lo avrebbe portato nel luogo di sepoltura definitiva appena concluso il giorno di festa. Bart Ehrman ritiene che il corpo sia stato portato via da alcuni familiari di Gesù, i quali si sarebbero risentiti perché era stato sepolto da estranei alla famiglia. Un altro studioso, Charles Freeman, sostiene che il corpo sia stato portato via per ordine di Caifa allo scopo di evitare pellegrinaggi da parte dei seguaci e quindi possibili disordini. Il giovane vestito di bianco visto dalle donne non sarebbe stato un angelo ma un incaricato dei sacerdoti, che aveva il compito di riferire loro un messaggio che convincesse gli Apostoli a ritornare in Galilea. Secondo Richard Carrier, il ritrovamento delle bende e del lenzuolo nel sepolcro, citato contro l'ipotesi del furto o trasferimento del corpo (i ladri non lo avrebbero sbendato per portarlo via), non sarebbe un fatto storico citato nella prima stesura dei Vangeli ma un abbellimento inserito successivamente, dato che i cronisti dell'epoca usavano raccontare i fatti senza indulgere troppo sui particolari.
Secondo un'altra ipotesi, il corpo di Gesù potrebbe essere scomparso dalla tomba per cause naturali: in seguito al terremoto citato da Matteo (Matteo, 27,51-53), si sarebbe aperto un crepaccio nel suolo della tomba, dove sarebbe finito il corpo. Il crepaccio si sarebbe poi chiuso a causa delle scosse di assestamento, nascondendo il corpo in occasione della successiva visita delle donne. Quest’idea è stata proposta nel Settecento dal tedesco Johann Christian Edelmann e rilanciata in seguito da altri, tra cui Rudolf Steiner.
Alcuni autori della scuola storico-critica, tra cui Alfred Loisy, hanno spiegato le apparizioni di Gesù come un'allucinazione collettiva dei discepoli e il ritrovamento della tomba vuota come un errore d'identificazione del sepolcro o una tradizione sviluppatasi tardivamente e portata come prova della resurrezione.
Altri autori ritengono che il racconto della tomba vuota non sarebbe storico, ma leggendario: secondo lo studioso britannico Maurice Casey, all'origine della tradizione riportata dagli evangelisti ci potrebbe essere stata la visione di una delle donne del seguito di Gesù, che successivamente sarebbe stata tramandata come un fatto realmente accaduto.

### Documenti storici non religiosi
Al di fuori degli scritti del Nuovo Testamento, non vi sono altre testimonianze storiche sulla risurrezione di Gesù a parte il cosiddetto Testimonium Flavianum - un brano dello storico ebreo e cittadino romano Giuseppe Flavio, contenuto nella sua opera Antichità giudaiche, scritta nel 93 d.C. a Roma. Nella versione che ci è pervenuta, questo brano riporta: "Ci fu verso questo tempo Gesù, uomo saggio, se pure bisogna chiamarlo uomo: era infatti autore di opere straordinarie, maestro di uomini che accolgono con piacere la verità, ed attirò a sé molti Giudei, e anche molti dei Greci. Questi era il Cristo. E quando Pilato, per denunzia degli uomini notabili fra noi, lo punì di croce, non cessarono coloro che da principio lo avevano amato. Egli infatti apparve loro al terzo giorno nuovamente vivo, avendo già annunziato i divini profeti queste e migliaia d'altre meraviglie riguardo a lui. Ancor oggi non è venuta meno la tribù di quelli che, da costui, sono chiamati Cristiani". L'attendibilità di questo brano è discussa: per alcuni studiosi sarebbe un argomento a favore della storicità della risurrezione, ma la maggioranza degli storici e degli esperti di Giuseppe Flavio ritiene che tali frasi non siano state scritte da Giuseppe Flavio stesso, ma siano state inserite successivamente ad opera di copisti cristiani; il testo infatti non viene citato da alcun padre della Chiesa fino ad Eusebio di Cesarea nel IV secolo.
Un altro reperto ritenuto collegato alla vicenda della risurrezione di Gesù è l'Iscrizione di Nazareth (o lapide di Nazaret), nome convenzionale attribuito a una lastra di marmo di 24 x 15 cm recante un'iscrizione greca in 22 righe, riportante la prescrizione della pena capitale per chi avesse asportato cadaveri dai sepolcri. Per alcuni studiosi sarebbe un'altra prova a favore della storicità dell'evento. Il teologo anglicano Michael Green ritiene che questa iscrizione sia la dimostrazione che, dopo la resurrezione di Cristo, la tomba vuota abbia creato una reazione da parte dell'autorità costituita: «È indicata con il nome di iscrizione di Nazareth, dalla cittadina dove venne ritrovata. Essa riporta un editto imperiale, redatto sotto Tiberio (14-37 d.C.) o Claudio (41-54). È una direttiva, con le relative sanzioni contro i profanatori di tombe e sepolcri. Sarebbe il risultato della reazione alla tomba vuota che un rapporto di Ponzio Pilato all'imperatore potrebbe aver spiegato come un furto perpetrato dai suoi discepoli, l'editto sarebbe quindi la risposta dell'autorità a questo evento. » Altri studiosi semplicemente ritengono che l'editto di Nazareth non sia necessariamente correlato alla vicenda di Gesù.

## Interpretazione nel cristianesimo
Secondo la teologia cristiana la risurrezione di Gesù, oltre a compartecipare con la sua morte al processo di giustificazione (Romani 4,25;6,4), permette all'umanità riscattata di poter ricevere la cosiddetta "adozione filiale", cioè di partecipare alla vita di natura divina propria del Figlio nella risurrezione futura (1 Corinzi 15,20-22).

### Risurrezione come allegoria della fede
Secondo il teologo evangelico Rudolf Bultmann la risurrezione è una verità di fede storicizzata. La fede dei primi cristiani vedeva in Gesù il salvatore atteso che liberava l'umanità dal male, dal peccato e dalla morte. Questa convinzione, secondo il teologo, è stata storicizzata nella credenza della risurrezione.

### Risurrezione simbolica
Secondo il teologo Roger Haight, il racconto della resurrezione del Vangelo secondo Marco si può leggere in chiave simbolica: la tomba aperta e vuota significa che Gesù ha superato e sconfitto la morte, mentre l'annuncio della resurrezione da parte di un angelo significa che quest'evento è stato rivelato da Dio e non si tratta di una verità dedotta dai discepoli. Le apparizioni agli Apostoli riuniti significano che l'annuncio della resurrezione è diretto alla comunità dei discepoli, che avrà la missione di diffondere il messaggio di Gesù. La realtà di questi eventi non può essere indagata con il metodo storico, ma rappresenta un aspetto della fede. Le diverse versioni sui racconti della resurrezione fornite dai quattro Vangeli non vanno considerate come resoconti storici dettagliati di ciò che avvenne; bisogna perciò evitare sia un'interpretazione letterale di tipo fondamentalista (con il tentativo di conciliare a tutti i costi le varie versioni) sia un'interpretazione troppo critica che porti a negarne completamente l'attendibilità. Le storie sulle apparizioni e sulla tomba vuota hanno lo scopo di comunicare verità di fede e bisogna perciò vedere il loro significato teologico. Inoltre, al di là dei dettagli, tali racconti forniscono alcune indicazioni storiche generali sulle origini del cristianesimo, come una nuova sensibilità verso le donne (nella cultura ebraica la loro testimonianza valeva meno di quella degli uomini, ma ciò nonostante sono le prime a vedere Gesù) e il senso di comunità dei discepoli, che continuarono a riunirsi dopo la morte del maestro, per cui la fede nella resurrezione poté formarsi e consolidarsi all'interno della comunità, favorita dal ricordo della predicazione di Gesù, dalla riflessione sulla sua figura alla luce delle Scritture ebraiche e dalla pratica del pasto eucaristico appresa da Gesù.

### Significato escatologico
Per Vito Mancuso, la resurrezione di Gesù non è un fatto storico ma escatologico, avvenuto nella dimensione dell'eternità. Il corpo di Gesù risorto è un corpo spiritualizzato, non il suo cadavere ritornato in vita. Gesù risorto mantiene la sua individualità personale, non la sua materialità fisica. Secondo Mancuso non si può sapere esattamente che fine abbia fatto il corpo materiale di Gesù: Mancuso ipotizza che sia stato in qualche modo decomposto nella nostra dimensione temporale per venire ricomposto nella dimensione dell'eternità. Per quanto riguarda le apparizioni di Gesù, esse hanno avuto luogo per rafforzare la fede dei discepoli, che già credevano in Lui; se il loro fine fosse stato quello di convincere gli scettici, Gesù sarebbe apparso a qualche testimone neutrale o avverso, come un soldato romano o un religioso ebreo, comunque secondo Paolo di Tarso apparve anche davanti a 500 persone nessuno dei quali era, evidentemente, un testimone neutrale. Diversi teologi aggiungono al riguardo che Gesù apparve ai discepoli anche perché aveva da affidargli una missione e per questo motivo si manifesterà in seguito anche a Saulo di Tarso, che diventerà l'apostolo Paolo; non apparve invece ai membri del Sinedrio o a Pilato perché Dio si manifesta a chi lo cerca sinceramente, pertanto non avrebbe avuto senso un miracolo per costringere a credere chi non era disponibile.
Anche per Hans Küng, la resurrezione di Gesù non è avvenuta in termini fisiologici, con la rianimazione di un corpo morto; Gesù è stato resuscitato da Dio Padre in una forma nuova, ricevendo un nuovo corpo spiritualizzato. Per fare questo, Dio non ha avuto bisogno dei resti corporei dell'esistenza di Gesù. Non possiamo sapere che fine abbia fatto il suo corpo mortale: è vero che i giudei non hanno mai contestato la storia del sepolcro vuoto, ma è anche vero che neanche gli Apostoli e San Paolo si sono richiamati ad essa per convincere gli oppositori. La storia del sepolcro vuoto, al di là dell'eventuale realtà storica, vuole comunicarci simbolicamente che l'individuo risorto visto dai discepoli è proprio quel Gesù di Nazaret che era morto e giaceva nel sepolcro. Le apparizioni del Risorto sono tuttavia teologicamente più rilevanti rispetto al sepolcro vuoto. Dopo la risurrezione, Gesù si manifesta a coloro che vuole fare suoi strumenti. Soltanto dopo le apparizioni, i discepoli possono prendere coscienza che Gesù non era rimasto nel dolore e nella morte, ma che Dio lo aveva elevato presso di sé. L'oggetto principale della fede pasquale non è però rappresentato dalle apparizioni né tantomeno dal sepolcro vuoto, ma dalla fede in Gesù come Cristo vivente e, per suo tramite, dalla fede nel Dio vivente che non ha abbandonato Gesù alla morte, ma lo ha accolto nella sua vita.

## Interpretazione secondo la religione islamica
Secondo l'Islam Gesù ascese direttamente al cielo, senza morire in croce, né risorgere. Il Corano dice:
(Corano, IV:157-158)
I musulmani credono che Allah diede le fattezze di Gesù ad un altro uomo (probabilmente Giuda Iscariota) che fu crocifisso al posto suo.

## Interpretazione secondo la religione bahai
La religione bahai ritiene Gesù un profeta e crede nella sua risurrezione, ma la interpreta come un evento di natura spirituale e divina, non materiale. La domenica sera, mentre erano riuniti in un luogo chiuso e discutevano, gli apostoli avrebbero capito il senso simbolico e spirituale della frase di Gesù Distruggete questo tempio e in tre giorni lo farò risorgere (Giovanni 2,19), per cui la loro fede si sarebbe risvegliata e avrebbero deciso di dedicare la loro vita alla diffusione del messaggio del Maestro.

## Posizione degli ebrei
L’ebraismo accetta la storicità di Gesù ed anche la sua morte, ma non la sua risurrezione. Anche se alcune correnti ebraiche contemporanee cominciano a considerare Gesù un maestro spirituale, gli ebrei ortodossi non credono che Gesù fosse il messia promesso dalle Sacre Scritture, perché secondo le loro concezioni un vero messia non avrebbe dovuto essere ucciso come un malfattore; inoltre, la risurrezione non può riguardare una singola persona, ma è un evento che avverrà per tutti alla fine del mondo. Oggi alcuni studiosi e rabbini ammettono l’idea che un messia possa morire e risuscitare, ma ritengono che questo non sia il caso di Gesù, perché i racconti cristiani sulla sua risurrezione sarebbero contraddittori e non sufficientemente fondati dal punto di vista storico. Un’eccezione è rappresentata da Pinchas Lapide, studioso ebreo ortodosso, secondo cui la risurrezione di Gesù sarebbe un fatto storico; tuttavia, secondo Lapide, l’evento non dimostrerebbe la divinità di Gesù e neanche il suo ruolo di messia.
Géza Vermes, uno dei maggiori studiosi ebraici di Gesù, ha affermato che ci sono sei possibilità per spiegare la risurrezione di Gesù: il corpo fu rubato dai suoi discepoli; il corpo fu rimosso da qualcuno non collegato ai discepoli; la tomba vuota non era quella di Gesù, ma ci fu un errore d’identificazione; Gesù fu sepolto ancora vivo, uscì dalla tomba e morì poco dopo; Gesù si riprese dal coma, uscì dalla tomba e lasciò la Palestina; Gesù non risuscitò fisicamente, ma spiritualmente. Secondo Vermes, nessuna di queste ipotesi sarebbe in grado di spiegare l’evento in modo pienamente soddisfacente.

## Devozione cattolica
- La risurrezione di Gesù è la prima delle quattordici stazioni della Via Lucis cattolica.
- La risurrezione di Gesù è il primo dei misteri gloriosi del rosario.

### Riferimenti
1. ↑   Mc 16,6, su La Parola - La Sacra Bibbia in italiano in Internet.
2. ↑   Romani 10,9, su La Parola - La Sacra Bibbia in italiano in Internet.
3. ↑   Restoration and humiliation, su Enciclopedia Britannica.
«"Sedere alla destra del Padre" era apparentemente un'interpretazione cristiana del primo verso del Salmo 110. Implicava l'elevazione - o, man mano che la dottrina della preesistenza si chiariva, la restaurazione - di Cristo alla posizione di onore presso Dio. Insieme, l'Ascensione e l'essere assisi erano un modo per parlare della presenza di Cristo con il Padre durante il periodo intermedio tra la Risurrezione e la Seconda Parusia»
4. 1 2  Novakovic (2014), p. 152.
5. 1 2   Justin S. Holcomb, What Does It Mean that Jesus Is 'The Firstborn from the Dead?'", su christianity.com.
6. ↑  (EN) Gary Habermas, Research from 1975 to the Present: What are Critical Scholars Saying?, su garyhabermas.com, 2005. URL consultato il 20 ottobre 2024 (archiviato dall'url originale il 16 aprile 2019).
7. ↑  Siniscalchi (2011), p. 363.
8. ↑  Dunn (1985), p. 53.
9. 1 2  Novakovic (2014), pp. 153-154.
10. ↑  Hurtado (2005), pp. 72-73.
11. 1 2  Koester (2000), pp. 64-65.
12. ↑  Vermes (2008b), p. 141.
13. ↑  Hurtado (2005), pp. 74, 84.
14. ↑  Ehrman (2014), pp. 109-110.
15. ↑  Hurtado (2005), p. 186.
16. ↑  Vermes (2008a), pp. 151-152.
17. ↑   Markus Bockmuehl, 7. Resurrection, in Markus Bockmuehl (a cura di), The Cambridge Companion to Jesus, Cambridge University Press, 2001,  p. 103, ISBN 9780521796781.
«Tuttavia, ciò che forse sorprende di più è la misura in cui la letteratura accademica contemporanea sul "Gesù storico" ha ignorato e minimizzato la questione della Risurrezione... Ma anche i partecipanti più mainstream alla questione del "Gesù storico" del tardo XX secolo hanno teso a evitare il tema della risurrezione - di solito con il pretesto che si trattasse esclusivamente di una questione di fede o di teologia, sulla quale nessuno storico rispettabile avrebbe potuto avere qualcosa da dire. Proprio questo silenzio degli studiosi, tuttavia, rende molti dei recenti studi sul "Gesù storico" metodologicamente inefficaci e incapaci di mantenere ciò che promettono... A questo proposito, la negligenza benigna si colloca accanto alla negazione dogmatica e alla credulità ingenua nel garantire l'elusione della verità storica.»
18. ↑   Mt 28,1, su La Parola - La Sacra Bibbia in italiano in Internet.
19. ↑   Mc 16,1-2, su La Parola - La Sacra Bibbia in italiano in Internet.
20. ↑   Lc 24,1, su La Parola - La Sacra Bibbia in italiano in Internet.
21. ↑   Gv 20,1, su La Parola - La Sacra Bibbia in italiano in Internet.
22. ↑   1Cor15,3-4, su La Parola - La Sacra Bibbia in italiano in Internet.
23. ↑   Rm1,3-4, su La Parola - La Sacra Bibbia in italiano in Internet.
24. ↑   2Tm2,8, su La Parola - La Sacra Bibbia in italiano in Internet.
25. ↑   At2,22-24, su La Parola - La Sacra Bibbia in italiano in Internet.
26. ↑   Mt 28,2-4, su La Parola - La Sacra Bibbia in italiano in Internet.
27. ↑   Mc 16,3-5, su La Parola - La Sacra Bibbia in italiano in Internet.
28. ↑   Lc 24,2-5, su La Parola - La Sacra Bibbia in italiano in Internet.
29. ↑   Gv 20,1, su La Parola - La Sacra Bibbia in italiano in Internet.
30. ↑   Gv 20,11-13, su La Parola - La Sacra Bibbia in italiano in Internet.
31. ↑   Mt 28,5-7, su La Parola - La Sacra Bibbia in italiano in Internet.
32. ↑   Mc 16,6-7, su La Parola - La Sacra Bibbia in italiano in Internet.
33. ↑   Lc 24,5-8, su La Parola - La Sacra Bibbia in italiano in Internet.
34. ↑   Mt 28,8-10, su La Parola - La Sacra Bibbia in italiano in Internet.
35. ↑   Mc 16,8, su La Parola - La Sacra Bibbia in italiano in Internet.
36. ↑   Mc 16,9, su La Parola - La Sacra Bibbia in italiano in Internet.
37. ↑   Gv 20,14-17, su La Parola - La Sacra Bibbia in italiano in Internet.
38. ↑   Mc 16,8, su La Parola - La Sacra Bibbia in italiano in Internet.
39. ↑   Lc 24,9-12, su La Parola - La Sacra Bibbia in italiano in Internet.
40. ↑   Gv 20,2-10, su La Parola - La Sacra Bibbia in italiano in Internet.
41. ↑  Licona (2010), pp. 223-235.
42. ↑  Powell (2018).
43. ↑  Vermes (2008a), p. 141.
44. ↑   1 Corinzi 15, 1-8, su La Parola - La Sacra Bibbia in italiano in Internet.
45. ↑  Neufeld (1964), p. 47.
46. ↑  Taylor (2014), p. 374.
47. ↑  Kloppenborg (1978), p. 351.
48. ↑  Jürgen Roloff, Neues Testament, 6. Auflage, Neukirchen-Vluyn, Neukirchener Verlag, 1999, ISBN 3-7887-0516-7, S. 254.
49. ↑   Gal 1,18-19, su La Parola - La Sacra Bibbia in italiano in Internet.
50. ↑  Wolfgang Schrage, Der erste Brief an die Korinther (1 Kor 15,1 – 16,24): Evangelisch-katholischer Kommentar zum Neuen Testament Band 7/4, Neukirchen-Vluyn, Neukirchener Verlag, 2001, ISBN 3-7887-1822-6, p. 18; Jacob Thiessen, Die Auferstehung Jesu in der Kontroverse, 2009, p. 89.
51. ↑  Bertold Klappert, Zur Frage des semitischen oder griechischen Urtextes von IKor XV, 3—5, NTSt 13, 1966/67, pp. 168–173.
52. ↑  Ulrich Wilckens, Auferstehung. Das biblische Auferstehungszeugnis historisch untersucht und erklärt, 3. Auflage, Gütersloh, Gütersloher Verlagshaus, 1981, ISBN 3-579-03880-X, p. 48.
53. ↑  Herbert Stettberger, Was die Bibel mir erzählt: Aktuelle exegetische und religionsdidaktische Streiflichter auf ausgewählte Bibeltexte. Festschrift für Prof. Dr. Franz Laub, LIT Verlag, 2005, ISBN 3-8258-8694-8, p. 178.
54. ↑   Es 16,10, su La Parola - La Sacra Bibbia in italiano in Internet.
55. ↑   Is 33,10-11, su La Parola - La Sacra Bibbia in italiano in Internet.
56. ↑   Is 35,2, su La Parola - La Sacra Bibbia in italiano in Internet.
57. ↑   Is 66,18, su La Parola - La Sacra Bibbia in italiano in Internet.
58. ↑   Sal 838, su La Parola - La Sacra Bibbia in italiano in Internet.
59. ↑   Sal 101,17, su La Parola - La Sacra Bibbia in italiano in Internet.
60. ↑   Mc 16,7, su La Parola - La Sacra Bibbia in italiano in Internet.
61. ↑  August Strobel, Kerygma und Apokalyptik. Ein religionsgeschichtlicher und theologischer Beitrag zur Christusfrage, Göttingen, Vandenhoeck & Ruprecht, 1967, ISBN 3-525-53540-6, p. 182 sgg.
62. ↑   Gal 1,12.16, su La Parola - La Sacra Bibbia in italiano in Internet.
63. ↑   1 Cor 9,1, su La Parola - La Sacra Bibbia in italiano in Internet.
64. ↑  Klaus Wengst, „Freut euch, ihr Völker, mit Gottes Volk!“: Israel und die Völker als Thema des Paulus – ein Gang durch den Römerbrief, Kohlhammer, Stuttgart 2008, ISBN 3-17-019704-5, p. 94.
65. ↑  Martin Hengel, Anna Maria Schwemer, Jesus und das Judentum. Mohr Siebeck, Tübingen, 2007, ISBN 3-16-149359-1, p. 636.
66. ↑  Hubert Frankemölle, Das jüdische Neue Testament und der christliche Glaube: Grundlagenwissen für den jüdisch-christlichen Dialog, Kohlhammer, Stuttgart 2009, ISBN 3-17-020870-5, p. 151.
67. ↑  Ernst Fuchs, Gesammelte Aufsätze. Band 2: Zur Frage nach dem historischen Jesus. Mohr Siebeck, Tübingen 1965, ISBN 3-16-107212-X, p. 25.
68. ↑  Martin Hengel, Anna Maria Schwemer, Jesus und das Judentum, Tübingen, 2007, p. 634.
69. ↑  Moises Mayordomo, Argumentiert Paulus logisch?: Eine Analyse vor dem Hintergrund antiker Logik, Mohr Siebeck, Tübingen, 2005, ISBN 3-16-148793-1, p. 100.
70. ↑   1 Cor 15,12-58, su La Parola - La Sacra Bibbia in italiano in Internet.
71. ↑  Vermes (2008a), pp. 121-122.
72. ↑  Hans Grass, Ostergeschen und Osterberichte, 2a edizione, Göttingen, Vandenhoeck und Ruprecht, 1962, p. 96
73. ↑   Paul William Barnett, Finding the Historical Christ (Volume 3 of After Jesus), Wm. B. Eerdmans Publishing, 2009,  p. 182, ISBN 978-0802848901.
74. ↑   1 Corinzi 15,3-8, su La Parola - La Sacra Bibbia in italiano in Internet.
75. ↑  Hurtado (2005), p. 131.
76. ↑   Is 53:4-11, su La Parola - La Sacra Bibbia in italiano in Internet.
77. ↑   4 Maccabei 6:28-29, su La Parola - La Sacra Bibbia in italiano in Internet.
78. ↑   Osea 6:1-2, su La Parola - La Sacra Bibbia in italiano in Internet.
79. ↑  Lüdemann, Özen (1996), p. 73.
80. ↑  Lehtipuu (2015), p. 42.
81. ↑   2 Corinzi 12, su La Parola - La Sacra Bibbia in italiano in Internet.
82. ↑  Chester (2007), p. 394.
83. ↑   Romani 1,3-4, su La Parola - La Sacra Bibbia in italiano in Internet.
84. ↑   2 Timoteo 2,8, su La Parola - La Sacra Bibbia in italiano in Internet.
85. ↑   1 Corinzi 15, 3-7, su La Parola - La Sacra Bibbia in italiano in Internet.
86. ↑   Matteo 28:16-20, su La Parola - La Sacra Bibbia in italiano in Internet.
87. ↑   Marco 16:14-18, su La Parola - La Sacra Bibbia in italiano in Internet.
88. ↑   Luca 24:44-49, su La Parola - La Sacra Bibbia in italiano in Internet.
89. ↑   Atti 1:4-8, su La Parola - La Sacra Bibbia in italiano in Internet.
90. ↑   Giovanni 20:19-23, su La Parola - La Sacra Bibbia in italiano in Internet.
91. ↑   Mc 16:9, su La Parola - La Sacra Bibbia in italiano in Internet.
92. ↑   Mc 16,8-9, su La Parola - La Sacra Bibbia in italiano in Internet.
93. ↑   Lc 24,50-51, su La Parola - La Sacra Bibbia in italiano in Internet.
94. ↑   Marco 16:7, su La Parola - La Sacra Bibbia in italiano in Internet.
95. ↑  Cotter (2001), p. 127.
96. ↑   Mt 28,16-29, su La Parola - La Sacra Bibbia in italiano in Internet.
97. ↑  Cotter (2001), pp. 149-150.
98. ↑   Lc 23,55, su La Parola - La Sacra Bibbia in italiano in Internet.
99. ↑   Lc 24,1-5, su La Parola - La Sacra Bibbia in italiano in Internet.
100. ↑  Burkett (2002), p. 211.
101. ↑   Lc 24,37-39, su La Parola - La Sacra Bibbia in italiano in Internet.
102. ↑   Gv 20,1-29, su La Parola - La Sacra Bibbia in italiano in Internet.
103. ↑   Gv 21,1-19, su La Parola - La Sacra Bibbia in italiano in Internet.
104. ↑   Gv 20,27, su La Parola - La Sacra Bibbia in italiano in Internet.
105. ↑   Atti 1,3, su La Parola - La Sacra Bibbia in italiano in Internet.
106. ↑  Brown (1973), p. 103.
107. 1 2  Lorenzo Rocci, Vocabolario greco-italiano, Società editrice Dante Alighieri, 37a edizione, Città di Castello 1993, pp. 155-156
108. ↑  (EN) Arise (arose, get/got up, stand/stood) (450) anistemi, su sermonindex.net. URL consultato il 23 ottobre 2024.
109. 1 2   Gianfranco Ravasi, EGHÉIRÔ - ANÍSTÊMI: risorgere, risuscitare, su Famiglia Cristiana, 14 aprile 2022. URL consultato il 24 ottobre 2024.
110. ↑   Romani 10,9, su La Parola - La Sacra Bibbia in italiano in Internet.
111. ↑   1 Corinzi 6,14, su La Parola - La Sacra Bibbia in italiano in Internet.
112. ↑   1 Corinzi 15,15, su La Parola - La Sacra Bibbia in italiano in Internet.
113. ↑   Efesini 1,20, su La Parola - La Sacra Bibbia in italiano in Internet.
114. ↑   Romani 4,24, su La Parola - La Sacra Bibbia in italiano in Internet.
115. ↑   2 Corinzi 4,14, su La Parola - La Sacra Bibbia in italiano in Internet.
116. ↑   Galati 1,1, su La Parola - La Sacra Bibbia in italiano in Internet.
117. ↑   Colossesi 2,12, su La Parola - La Sacra Bibbia in italiano in Internet.
118. ↑   1 Tesssalonicesi 1,10, su La Parola - La Sacra Bibbia in italiano in Internet.
119. ↑   Bibbia interlineare greca - 1 Tessalonicesi 1,10, su biblehub.com.
120. ↑   Colossesi 2,12, su La Parola - La Sacra Bibbia in italiano in Internet.
121. ↑   Bibbia interlineare greca - Colossesi 2,12, su biblehub.com.
122. ↑   Romani 6,4, su La Parola - La Sacra Bibbia in italiano in Internet.
123. ↑   Bibbia interlineare greca- Romani 6,4, su biblehub.com.
124. ↑   Romani 6,9, su La Parola - La Sacra Bibbia in italiano in Internet.
125. ↑   Bibbia interlineare greca - Romani 6,9, su biblehub.com.
126. ↑   Romani 7,4, su La Parola - La Sacra Bibbia in italiano in Internet.
127. ↑   Bibbia interlineare greca - Romani 7,4, su biblehub.com.
128. ↑   Romani 8,34, su La Parola - La Sacra Bibbia in italiano in Internet.
129. ↑   Bibbia interlineare greca - Romani 8,34, su biblehub.com.
130. ↑   Mc 16,6, su La Parola - La Sacra Bibbia in italiano in Internet.
131. ↑   Bibbia interlineare greca - Mt 16,6, su biblehub.com.
132. ↑   Luca 24,33-34, su La Parola - La Sacra Bibbia in italiano in Internet.
133. ↑   Bibbia interlineare greca - Lc 23,33-34, su biblehub.com.
134. ↑   1Tessalonicesi 4,14, su La Parola - La Sacra Bibbia in italiano in Internet.
135. ↑   Bibbia interlineare greca - 1 Tessalonicesi 4,14, su biblehub.com.
136. ↑   1 Corinzi 15,3-4, su La Parola - La Sacra Bibbia in italiano in Internet.
137. ↑   Bibbia interlineare greca - 1 Corinzi 15, 4, su biblehub.com.
138. ↑   2 Corinzi 5,15, su La Parola - La Sacra Bibbia in italiano in Internet.
139. ↑   Bibbia interrlineare greca - 2 Corinzi 5,15, su biblehub.com.
140. ↑   Mc 8,31, su La Parola - La Sacra Bibbia in italiano in Internet.
141. ↑   Bibbia interlineare greca - Mc 8,31, su biblehub.com.
142. ↑   Mc 9,31, su La Parola - La Sacra Bibbia in italiano in Internet.
143. ↑   Bibbia interlineare greca - Mc 9,31, su biblehub.com.
144. ↑   Mc 10,33-34, su La Parola - La Sacra Bibbia in italiano in Internet.
145. ↑  Template:Cita wbe
146. ↑  "Le discussioni non mancano ma la data [della crocifissione di Gesù] considerata più probabile è venerdì 7 aprile dell'anno 30." https://www.corriere.it/cronache/vaticano-news/21_maggio_30/quale-anno-nato-gesu-quando-stato-crocifisso-no-non-aveva-33-anni-1d3e61b2-bf8e-11eb-b7a1-7e76296b457a.shtml
147. ↑  La vita segreta di Gesù. I vangeli apocrifi spiegati da Vito Mancuso, Garzanti, 2014
148. ↑   Catechismo della Chiesa cattolica, parte prima, sezione seconda, articolo 643.
149. 1 2  Joseph Ratzinger, Gesù di Nazareth, Vol. II, Libreria Editrice Vaticana, 2011
150. ↑  Franco Giulio Brambilla, Il Crocifisso risorto, Queriniana, 1998, p. 45
151. ↑  H. Kessler, La Risurrezione di Gesù Cristo. Uno studio biblico, teologico-fondamentale e sistematico, Brescia Queriniana 1999, cit. in G. Barbaglio e A. Bodrato, Quale storia a partire da Gesù?, Servitium, 2008
152. ↑   Da "Aleteia".
153. ↑  William Lane Craig, in Lee Strobel, The Case for Christ, 1998, p. 290 (tr. italiana "Il caso Gesù", ECB, 2009)
154. ↑  Padre Eusebio, Vita di Gesù, Antares, 2002
155. 1 2  Conferenza Episcopale Italiana, Catechismo degli adulti, Libreria Editrice Vaticana, 2004
156. ↑   Salmi 15, su La Parola - La Sacra Bibbia in italiano in Internet.
157. ↑   Gv 11,39, su La Parola - La Sacra Bibbia in italiano in Internet.
158. ↑   1Cor 15,3-4, su La Parola - La Sacra Bibbia in italiano in Internet.
159. ↑  Santi Grasso, Il Vangelo di Giovanni, Città Nuova, 2008
160. ↑  Karl Adam, Gesù il Cristo, Morcelliana, 1995
161. ↑   At 13,27-30, su La Parola - La Sacra Bibbia in italiano in Internet.
162. ↑  Carlo Maria Martini, Il problema storico della risurrezione negli studi recenti, Università Gregoriana Editrice, Roma, 1980
163. ↑   Mt 27,62-66, su La Parola - La Sacra Bibbia in italiano in Internet.
164. ↑  Gianfranco Ravasi, I Vangeli del Dio risorto, Edizioni Paoline, 1995
165. ↑  Gianfranco Ravasi, Luc Ferry,  Il cardinale e il filosofo., Mondadori, 2014, p. 107
166. ↑  Alberto Maggi, Come leggere il Vangelo, Cittadella, 2017, pp. 158-160
167. ↑  Hans von Campenhausen, Der Ablauf der Osterereiguisse und das leere Grab, Heidelberg, 1966
168. ↑  K. Schubert, Bibel und Geschichte, Klosterneuburg, 1999
169. ↑  Martin Dibelius, Jesus
170. 1 2  Pinchas Lapide, The Resurrection of Jesus: A Jewish Perspective, SPCK Publishing, 1984
171. ↑   1Cor15,1-8, su La Parola - La Sacra Bibbia in italiano in Internet.
172. ↑   At2,32, su La Parola - La Sacra Bibbia in italiano in Internet.
173. ↑   Gary Habermas e John Drane, in Lee Strobel, The Case for Christ: A Journalist's Personal Investigation of the Evidence for Jesus, Zondervan, 1998,  pp. 316-318, ISBN 9780310209300. (tr. italiana Il caso Gesù, ECB, 2009).
174. ↑   La resurrezione di Cristo: evento storico e definitivo, su cistercensi.info. URL consultato il 21 gennaio 2015 (archiviato dall'url originale il 19 aprile 2015).
175. ↑  Vol. 1: "Le radici del problema e della persona", Brescia, Queriniana 2001.
176. ↑  Hans Küng, Essere cristiani, Rizzoli, 2012, p. 421.
177. ↑   Mc15,42-47; Mc16; Gv19,38-42; 20; Lc23,50-56; 24; Mt27,57-66; 28, su laparola.net..
178. 1 2  Adriana Destro e Mauro Pesce, La morte di Gesù, Rizzoli, 2014, p. 168,185-186, ISBN 978-88-17-07429-2.
179. ↑   Gv20,1-13; Mc16,1-8; Lc24,1-9; Mt28,1-8, su laparola.net..
180. ↑   Lc24,33-37; Gv20,10-26; Mt28,5-20; Mc16,5-20, su laparola.net..
181. ↑  Raymond E. Brown, La morte del Messia: un commentario ai Racconti della Passione nei quattro vangeli, Queriniana Editore, 2007.
182. ↑  «E io manderò su di voi quello che il Padre mio ha promesso; ma voi restate in città, finché non siate rivestiti di potenza dall'alto».( Lc24,49, su laparola.net.).
183. ↑  Mentre il giorno di Pentecoste stava per finire, si trovavano tutti insieme nello stesso luogo. Venne all'improvviso dal cielo un rombo, come di vento che si abbatte gagliardo, e riempì tutta la casa dove si trovavano. Apparvero loro lingue come di fuoco che si dividevano e si posarono su ciascuno di loro; ed essi furono tutti pieni di Spirito Santo e cominciarono a parlare in altre lingue come lo Spirito dava loro il potere d'esprimersi. Si trovavano allora in Gerusalemme Giudei osservanti di ogni nazione che è sotto il cielo.( At2,1-5, su laparola.net.).
184. ↑  Alberto Maggi, Come leggere il Vangelo, Cittadella, p. 160
185. ↑  Bart Ehrman, E Gesù diventò Dio, Nessun Dogma Editore, 2017, pp. 116-119,152, ISBN 978-88-98602-36-0.
186. ↑  Bart Ehrman, I Cristianesimi perduti, Carocci Editore, 2005, pp. 218-219, ISBN 978-88-430-6688-9.
187. ↑  John Dominic Crossan, Who killed Jesus?, HarperOne, 1995, p. 181-188, ISBN 978-0-06-061480-5.
188. ↑  Brown, 2002, pp. 815-816, 819, 878, 1287.
189. ↑  Bart Ehrman, Jesus apocalyptic prophet of the new millennium, Oxford University Press, 1999, pp. 227-230, ISBN 978-0-19-512474-3.
190. 1 2  Bart Ehrman, Il vangelo del traditore, Mondadori, 2010, pp. 216-217, ISBN 978-88-04-59690-5.
191. ↑  Rudolf Bultmann, History of the Synoptic Tradition, Hendrickson Publisher, 1963, pp. 274, 284-285, 316, 442, ISBN 1-56563-041-6.
192. ↑  Bibbia di Gerusalemme, EDB, 2011, p. 2389, 2431, ISBN 978-88-10-82031-5.
193. ↑  Bibbia di Gerusalemme, EDB, 2011, p. 2389-2390, 2503, ISBN 978-88-10-82031-5.
194. ↑  La Bibbia, Edizioni Paoline, 1991, p. 1675, ISBN 88-215-1068-9.
195. ↑  Brown, 2002, pp. 879, 941, 949-952.
196. ↑  John Dominic Crossan, Who killed Jesus?, HarperOne, 1995, pp. 205-206, ISBN 978-0-06-061480-5.
197. ↑  AAVV, Personaggi della Bibbia, Touring Club Italiano, 2014, p. 428, ISBN 9788836564972.
198. ↑  Ehrman, 2007,  p. 195.
199. ↑  Ehrman, 2015, 170, 275.
200. ↑  Gli abitanti di Gerusalemme infatti e i loro capi non l'hanno riconosciuto e condannandolo hanno adempiuto le parole dei profeti che si leggono ogni sabato; e, pur non avendo trovato in lui nessun motivo di condanna a morte, chiesero a Pilato che fosse ucciso. Dopo aver compiuto tutto quanto era stato scritto di lui, lo deposero dalla croce e lo misero nel sepolcro. Ma Dio lo ha risuscitato dai morti  ( At13,27-30, su laparola.net.).
201. ↑  Bart Ehrman, E Gesù diventò Dio, Nessun Dogma Editore, 2017, p. 132-143,148, ISBN 978-88-98602-36-0.
202. ↑  Adriana Destro e Mauro Pesce, La morte di Gesù, Rizzoli, 2014, pp. 138-159,293,294,296, ISBN 978-88-17-07429-2.
203. ↑  Bart Ehrman, Prima dei vangeli, Carocci Editore, 2017, p. 136, ISBN 978-88-430-8869-0.
204. ↑  John Dominic Crossan, Gesù una bibliografia rivoluzionaria, Ponte alle Grazie, 1994, pp. 159,188-194,196, ISBN 88-7928-270-0.
205. ↑  Bart Ehrman, Jesus apocalyptic prophet of the new millennium, Oxford University Press, 1999, pp. 224-225,229,230,232, ISBN 978-0-19-512474-3.
206. ↑  John Dominic Crossan, Who killed Jesus?, HarperOne, 1995, pp. 172-176, 187-188, 209, ISBN 978-0-06-061480-5.
207. ↑  Rudolf Bultmann, History of the Synoptic Tradition, Hendrickson Publisher, 1963, p. 287, 290, ISBN 1-56563-041-6.
208. ↑   At13,27-30, su La Parola - La Sacra Bibbia in italiano in Internet.
209. ↑  Adriana Destro e Mauro Pesce, La morte di Gesù, Rizzoli, 2014, pp. 138-159, 293, ISBN 978-88-17-07429-2.
210. ↑  Jake H. O’Connell, Jesus' Resurrection and Apparitions: A Baylesian Analysis, Resource Publications, 2016, p. 133-139
211. ↑  Clayton R. Bowen, The Resurrection in the New Testament, G.P. Putnam’s Sons, 1911
212. ↑  Corrado Augias, Mauro Pesce, Inchiesta su Gesù, Mondadori, 2006, ISBN 978-88-04-57132-2.
213. ↑  Adriana Destro e Mauro Pesce, Il racconto e la scrittura. Introduzione alla lettura dei vangeli, Carocci Editore, 2014, pp. 35-48, ISBN 978-88-430-7411-2.
214. ↑  Bibbia di Gerusalemme, EDB, 2011, pp. 2299-2300, 2509-2510, ISBN 978-88-10-82031-5.
215. ↑  Bart Ehrman, Sotto falso nome, Carocci Editore, 2012, pp. 229-230, ISBN 978-88-430-6627-8.
216. ↑  Bart Ehrman, Prima dei vangeli, Carocci Editore, 2017, pp. 58-63,78-79, ISBN 978-88-430-8869-0.
217. ↑  Bart Ehrman, E Gesù diventò Dio, Nessun Dogma Editore, 2017, pp. 78-82, ISBN 978-88-98602-36-0.
218. ↑  Rudolf Bultmann, Storia dei vangeli sinottici, EDB, 2016, pp.15-20, 29-35, 49-51, 60-61, 75-76, 978-88-10-55850-8.
219. ↑  John Dominic Crossan, Who killed Jesus?, HarperOne, 1995, p. 25, ISBN 978-0-06-061480-5.
220. ↑  Bart Ehrman, Jesus apocalyptic prophet of the new millennium, Oxford University Press, 1999, pp. 30-32, 40, 52-53, 88-89, 249, ISBN 978-0-19-512474-3
221. ↑  Bart D. Ehrman, Jesus, Interrupted - Revealing the Hidden Contradictions in the Bible, HarperCollins Publishers, 2009, p. 22, ISBN 978-0-06-186327-1.
222. ↑  Bart Ehrman, Il vangelo del traditore, Mondadori, 2010, p. 207, 215-216, ISBN 978-88-04-59690-5.
223. ↑  John Dominic Crossan, Gesù una bibliografia rivoluzionaria, Ponte alle Grazie, 1994, pp. 16-18, ISBN 88-7928-270-0.
224. ↑  Rudolf Bultmann, History of the Synoptic Tradition, Hendrickson Publisher, 1963, p. 245, ISBN 1-56563-041-6.
225. ↑  Bibbia TOB, Nuovo Testamento Vol.3, Elle Di Ci Leumann, 1976, pp.32-33.
226. ↑  Ehrman, 2015, pp. 25-28.
227. ↑  Ehrman, 2007, pp. 16,53-81,145-202,205-235.
228. ↑  Bruce Metzger e Bart Ehrman, Il testo del Nuovo Testamento, Paideia Editrice, 2013, pp. 9, 123-182, 220-296, ISBN 978-88-394-0853-2.
229. ↑  Bart Ehrman, E Gesù diventò Dio, Nessun Dogma Editore, 2017, pp. 185-282, ISBN 978-88-98602-36-0.
230. ↑  Bart Ehrman, Sotto falso nome, Carocci Editore, 2012, pp. 137-230, ISBN 978-88-430-6627-8.
231. ↑  Bart Ehrman, Prima dei vangeli, Carocci Editore, 2017, pp. 115-209, ISBN 978-88-430-8869-0.
232. ↑  Bart Ehrman, I Cristianesimi perduti, Carocci Editore, 2005, pp. 121-321, ISBN 978-88-430-6688-9.
233. ↑  Bart D. Ehrman, Jesus, Interrupted - Revealing the Hidden Contradictions in the Bible, HarperCollins Publishers, 2009, pp. 4-5, 16, ISBN 978-0-06-186327-1.
234. 1 2  Brown, 2002, p. 820.
235. ↑  Bart Ehrman, Misquoting Jesus, The story behind who changed the Bibble and why, HarperOne, 2005, pp. 1-15, 45-69, 90-99, 151-175, 207-218, ISBN 978-0-06-085951-0.
236. ↑  Risuscitato al mattino nel primo giorno dopo il sabato, apparve prima a Maria di Màgdala, dalla quale aveva cacciato sette demòni. Questa andò ad annunziarlo ai suoi seguaci che erano in lutto e in pianto. Ma essi, udito che era vivo ed era stato visto da lei, non vollero credere. Dopo ciò, apparve a due di loro sotto altro aspetto, mentre erano in cammino verso la campagna. Anch'essi ritornarono ad annunziarlo agli altri; ma neanche a loro vollero credere. Alla fine apparve agli undici, mentre stavano a mensa, e li rimproverò per la loro incredulità e durezza di cuore, perché non avevano creduto a quelli che lo avevano visto risuscitato. Gesù disse loro: «Andate in tutto il mondo e predicate il vangelo ad ogni creatura. Chi crederà e sarà battezzato sarà salvo, ma chi non crederà sarà condannato. E questi saranno i segni che accompagneranno quelli che credono: nel mio nome scacceranno i demòni, parleranno lingue nuove, prenderanno in mano i serpenti e, se berranno qualche veleno, non recherà loro danno, imporranno le mani ai malati e questi guariranno». Il Signore Gesù, dopo aver parlato con loro, fu assunto in cielo e sedette alla destra di Dio. Allora essi partirono e predicarono dappertutto, mentre il Signore operava insieme con loro e confermava la parola con i prodigi che l'accompagnavano. ( Mc16,9-20, su laparola.net.).
237. ↑  Ed esse, uscite, fuggirono via dal sepolcro perché erano piene di timore e di spavento. E non dissero niente a nessuno, perché avevano paura. ( Mc16,8, su laparola.net.).
238. ↑  Ehrman, 2015, pp. 96, 116-117, 119.
239. ↑  Ehrman, 2007, pp. 76-80, 95.
240. ↑  La Bibbia, Edizioni Paoline, 1991, p. 1590 nota ai versetti 9-20, ISBN 88-215-1068-9.
241. ↑  Bibbia di Gerusalemme, EDB, 2011, pp. 2431-2432 nota "16,9-20", ISBN 978-88-10-82031-5.
242. ↑  Bruce Metzger e Bart Ehrman, Il testo del Nuovo Testamento, Paideia Editrice, 2013, pp. 75, 279-283, ISBN 978-88-394-0853-2.
243. ↑  Bart Ehrman, Sotto falso nome, Carocci Editore, 2012, pp. 225-226, ISBN 978-88-430-6627-8.
244. ↑  John Dominic Crossan, Who killed Jesus?, HarperOne, 1995, p. 201, ISBN 978-0-06-061480-5.
245. ↑  Rudolf Bultmann, Storia dei vangeli sinottici, EDB, 2016, p. 71, 978-88-10-55850-8.
246. ↑  Bart Ehrman, Misquoting Jesus, The story behind who changed the Bibble and why, HarperOne, 2005, pp. 65-68, 265, ISBN 978-0-06-085951-0.
247. ↑  Bibbia TOB, Nuovo Testamento Vol.3, Elle Di Ci Leumann, 1976, pp. 182-183.
248. ↑  Corrado Augias, Remo Cacitti, Inchiesta sul Cristianesimo, Mondadori.
249. ↑  Bart Ehrman, Il vangelo del traditore, Mondadori, 2010, pp. 217-218, ISBN 978-88-04-59690-5.
250. ↑  Bart Ehrman, Jesus apocalyptic prophet of the new millennium, Oxford University Press, 1999, pp. 21,142-143, ISBN 978-0-19-512474-3.
251. ↑  Ehrman, 2013, pp. 276-277.
252. ↑  Ehrman, 2015, p. 208.
253. ↑  E diceva loro: «In verità vi dico: vi sono alcuni qui presenti, che non morranno senza aver visto il regno di Dio venire con potenza». ( Mc9,1, su laparola.net.) Allora vedranno il Figlio dell'uomo venire sulle nubi con grande potenza e gloria. Ed egli manderà gli angeli e riunirà i suoi eletti dai quattro venti, dall'estremità della terra fino all'estremità del cielo. [...] In verità vi dico: non passerà questa generazione prima che tutte queste cose siano avvenute. ( Mc13,26-30, su laparola.net.) «Il tempo è compiuto e il regno di Dio è vicino; convertitevi e credete al vangelo» ( Mc1,15, su laparola.net.) «Quando vi perseguiteranno in una città, fuggite in un'altra; in verità vi dico: non avrete finito di percorrere le città di Israele, prima che venga il Figlio dell'uomo». ( Mt10,23, su laparola.net.) «In verità vi dico: vi sono alcuni tra i presenti che non morranno finché non vedranno il Figlio dell'uomo venire nel suo regno». ( Mt16,28, su laparola.net.) Subito dopo la tribolazione di quei giorni, il sole si oscurerà, la luna non darà più la sua luce, gli astri cadranno dal cielo e le potenze dei cieli saranno sconvolte. Allora comparirà nel cielo il segno del Figlio dell'uomo e allora si batteranno il petto tutte le tribù della terra, e vedranno il Figlio dell'uomo venire sopra le nubi del cielo con grande potenza e gloria. Egli manderà i suoi angeli con una grande tromba e raduneranno tutti i suoi eletti dai quattro venti, da un estremo all'altro dei cieli. [...] In verità vi dico: non passerà questa generazione prima che tutto questo accada. ( Mt24,29-34, su laparola.net.) «In verità vi dico: vi sono alcuni qui presenti, che non morranno prima di aver visto il regno di Dio» ( Lc9,27, su laparola.net.) Tutte queste cose però accaddero a loro come esempio, e sono state scritte per ammonimento nostro, di noi per i quali è arrivata la fine dei tempi. ( 1Cor10,11, su laparola.net.) Ecco io vi annunzio un mistero: non tutti, certo, moriremo, ma tutti saremo trasformati, in un istante, in un batter d'occhio, al suono dell'ultima tromba; suonerà infatti la tromba e i morti risorgeranno incorrotti e noi saremo trasformati. È necessario infatti che questo corpo corruttibile si vesta di incorruttibilità e questo corpo mortale si vesta di immortalità. ( 1Cor15,51-53, su laparola.net.) Questo vi diciamo sulla parola del Signore: noi che viviamo e saremo ancora in vita per la venuta del Signore, non avremo alcun vantaggio su quelli che sono morti. Perché il Signore stesso, a un ordine, alla voce dell'arcangelo e al suono della tromba di Dio, discenderà dal cielo. E prima risorgeranno i morti in Cristo; quindi noi, i vivi, i superstiti, saremo rapiti insieme con loro tra le nuvole, per andare incontro al Signore nell'aria, e così saremo sempre con il Signore. ( 1Tes4,15-17, su laparola.net.) Siate pazienti anche voi, rinfrancate i vostri cuori, perché la venuta del Signore è vicina. ( Giac5,8, su laparola.net.) La fine di tutte le cose è vicina. Siate dunque moderati e sobri, per dedicarvi alla preghiera. ( 1Pietr4,7, su laparola.net.) Figlioli, questa è l'ultima ora. Come avete udito che deve venire l'anticristo, di fatto ora molti anticristi sono apparsi. Da questo conosciamo che è l'ultima ora. [...] Quanto a voi, tutto ciò che avete udito da principio rimanga in voi. Se rimane in voi quel che avete udito da principio, anche voi rimarrete nel Figlio e nel Padre. E questa è la promessa che egli ci ha fatto: la vita eterna. [...] E ora, figlioli, rimanete in lui, perché possiamo aver fiducia quando apparirà e non veniamo svergognati da lui alla sua venuta. ( 1Giov2,18-28, su laparola.net.).
254. ↑  Hans Küng, Cristianesimo, Rizzoli, 2005, p.78.
255. ↑  Ehrman, 2013, pp. 273-346.
256. ↑  Bart Ehrman, E Gesù diventò Dio, Nessun Dogma Editore, 2017, pp. 86-98,103,108-112, ISBN 978-88-98602-36-0.
257. ↑  Adriana Destro e Mauro Pesce, La morte di Gesù, Rizzoli, 2014, pp. 38-39,192-198, ISBN 978-88-17-07429-2.
258. ↑  Corrado Augias e Mauro Pesce, Inchiesta su Gesù, Mondadori, 2011, p. 55, ISBN 978-88-04-57132-2.
259. ↑  Pierluigi Morosini, Vangelo e Corano, Avverbi, 2001, p. 42, ISBN 88-87328-40-4.
260. ↑  Bart Ehrman, Sotto falso nome, Carocci Editore, 2012, pp. 100-101,105, ISBN 978-88-430-6627-8.
261. ↑  Bart Ehrman, Prima dei vangeli, Carocci Editore, 2017, pp. 162,173-175,203-204,208-209,215-230, ISBN 978-88-430-8869-0.
262. ↑  Ehrman, 2015, pp. 102, 194, 202-245, 311-312, 319-323, 339.
263. ↑  Bart Ehrman, Il vangelo del traditore, Mondadori, 2010, pp. 217-248, ISBN 978-88-04-59690-5.
264. ↑  Bart Ehrman, Jesus apocalyptic prophet of the new millennium, Oxford University Press, 1999, ISBN 978-0-19-512474-3.
265. ↑  Così David Friedrich Strauß; Ernest Renan lascia aperta questa possibilità.
266. ↑  James Frazer, Il ramo d'oro, 609-610.
267. ↑  Ehrman, 2013.
268. ↑  Bart Ehrman, E Gesù diventò Dio, Nessun Dogma Editore, 2017
269. ↑  K. F. Bahrdt, Ausführung des Plans und Zwecks Jesu, Berlino, 1784-1792
270. ↑  K. E. Venturini, Natürliche Geschichte des grosse Propheten von Nazareth, Copenaghen, 1800-1802
271. ↑  Heinrich Paulus, Das Leben Jesu, Heidelberg, 1828.
272. ↑  Frederick T. Zugibe, The Crucifixion of Jesus, M. Evans and Company, New York, 2005
273. ↑   Mt28,11-14, su La Parola - La Sacra Bibbia in italiano in Internet.
274. ↑  Robert Price, Explaining the Resurrection without recourse to miracle, in AA.VV., The End of Christianity, Prometheus Books, 2011
275. ↑   Is There Historical Evidence of the Resurrection of Jesus? Debate between William Lane Craig and Bart Ehrman.
276. ↑  Charles Freeman, A New History of Early Christianity, Yale University Press, 2009
277. ↑  Richard C. Carrier, The Plausibility of Theft in The Empty Tomb: Jesus Beyond the Grave, a cura di Robert M. Price e Jeffrey Jay Lowder, Prometheus Books, 2005
278. ↑   Mt 27,51-53, su La Parola - La Sacra Bibbia in italiano in Internet.
279. ↑  Joh. Chr. Edelmann, Abgenöthigtes, jedoch Andern nicht wieder aufgenöthigtes Glaubens-Bekenntniß, (1746), p.196
280. ↑   Rudolf Steiner, The Fifth Gospel.
281. ↑  Alfred Loisy, L'Evangile et l'Eglise, Paris, Picard, 1902
282. ↑  Maurice Casey, Jesus of Nazareth: An Independent Historian’s Account of his life and teaching, T&T Clark International, 2010, p. 497
283. ↑  Ehrman, 2013, pp. 61-62.
284. ↑  Ehrman, 2013, pp. 52-68.
285. ↑  John Dominic Crossan, Gesù una bibliografia rivoluzionaria, Ponte alle Grazie, 1994, pp. 197-198, ISBN 88-7928-270-0.
286. ↑  Michael Green, Man Alive, 1968.
287. ↑   L'editto di Nazareth- De violatione sepulchrorum (PDF).
288. ↑  Vedi Catechismo della Chiesa Cattolica,  numeri 651-655..
289. ↑   Rm 4,25;6,4, su La Parola - La Sacra Bibbia in italiano in Internet.
290. ↑   1Cor 15,20-22, su La Parola - La Sacra Bibbia in italiano in Internet.
291. 1 2 3  Roger Haight, Gesù simbolo di Dio, Fazi, 2013
292. ↑  Hans Dieter Betz, The Origin and Nature of Christian Faith According to the Emmaus Legend, Interpretation, N. 23, January 1969, pp. 32-46.
293. ↑  Vito Mancuso, La resurrezione di Gesù e la salvezza degli uomini, Il Foglio, 24 marzo 2008
294. ↑  Vito Mancuso, Io e Dio, Garzanti, 2011
295. ↑  Hans Küng, Essere cristiani, Mondadori, 1974
296. ↑  Hans Küng, Dio esiste?, Mondadori, 1978
297. ↑  Hans Küng, Credo, Rizzoli, 1993
298. ↑  Hans Küng, Ciò che credo, Rizzoli, 2011
299. ↑   Cosa credono i musulmani a proposito di Gesù?.
300. ↑   Gv 2,19, su La Parola - La Sacra Bibbia in italiano in Internet.
301. ↑  Abdu'l Bahá, Le lezioni di san Giovanni di Acri, Casa editrice Bahai, 2006.
302. ↑   What do jews about Jesus?.
303. ↑   Did he or didn’t he? Jewish views of the resurrection of Jesus.
304. ↑  Géza Vermes, The Resurrection: History and Myth, Doubleday, 2008.

### Apologeti moderni
- editio princeps: (DE) Lüdemann, Gerd e Özen, Alf, Was mit Jesus wirklich geschah. Die Auferstehung historisch betrachtet, Stuttgart, Radius-Verlag, 1995,  p. 138, ISBN 9783871730337, OCLC 1404522476. (ISBN 3871730335)
  - (NL) Lüdemann, Gerd, Özen, Alf e Harmina van der Vinne, De opstanding van Jezus. Een historische benadering, Ten Have ; Averbode, Baarn, Averbode, cop. 1996, 1996,  p. 199, ISBN 90-259-4665-8, OCLC 68765000.;
  - (EN) Lüdemann, Gerd, The Resurrection of Christ: A Historical Inquiry, Amherst, NY, Prometheus Books, 2004, OCLC 55228734. URL consultato il 20 ottobre 2024.
- Barrett, C.K. The Gospel According to John, 2nd Edition, London, SPCK, 1978.
- Brown, Raymond E. "The Gospel According to John: XIII-XI", in The Anchor Bible Series, Volume 29A, New York, Doubleday & Company, 1970.
- Bruce, F.F. The Gospel According to John, Grand Rapids, William B. Eerdmans Publishing Company, 1983.
- Catholic Encyclopedia,  The resurrection of Jesus Christ..
- Craig, William Lane,  The Bodily Resurrection of Jesus..
- Craig, William Lane, The Son Rises: Historical Evidence for the Resurrection of Jesus, Wipf & Stock Pub, 2000.
- Endsjø, Dag Øistein, Greek Resurrection Beliefs and the Success of Christianity, London, Palgrave Macmillan, 2009.
- Norman Geisler, In Defense of the Resurrection, Quest, 1991.
- Habermas, Gary,  Overview of Dr. Habermas's analysis of 1 Corinthians 15:3-8. URL consultato il 5 aprile 2018 (archiviato dall'url originale il 4 aprile 2006)..
- Habermas, Gary, The Historical Jesus: Ancient Evidence for the Life of Christ, Joplin, MI, College Press, 1996.
- Habermas, Gary and Licona, Michael, The Case for the Resurrection of Jesus, Kregel Publications, 2004.
- Holding, James Patrick  The Impossible Faith (archiviato dall'url originale il 14 maggio 2011)..
- Holding, James Patrick  Broken Vector Sinks Again (archiviato dall'url originale il 3 ottobre 2006). (a reply to Richard Carrier).
- Kessler, Hans, La Risurrezione di Gesù Cristo. Uno studio biblico, teologico-fondamentale e sistematico, Brescia, Queriniana, 1999.
- Leonard, W. "St. John", in A Catholic Commentary on the Bible. D.B. Orchard (ed.), New York, Thomas Nelson & Sons, 1953.
- Vittorio Messori, Dicono che è risorto, S.E.I., 2000.
- Antonio Persili, Sulle tracce del Cristo Risorto, C.P.R., 1988.
- Williams, Rowan, Resurrection: Interpreting the Easter Gospel, Pilgrim Press 2003.
- Schnackenburg, Rudolf The Gospel According to St. John, Volume III, Crossroad, 1990.
- Westcott, B.F The Gospel of St. John, London, John Murray, 1889.
- Wenham, John. Easter Enigma: Do the Resurrection Stories Contradict One Another?, Cambridge University Press, 1993.
- Wesley, John. The Wesleyan Bible Commentary, Ralph Earle ed., Grand Rapids, William B. Eerdmans Publishing Company, 1964.
- Raymond Edward Brown, Joseph A. Fitzmyer, Giuseppe Segalla, Flavio Dalla Vecchia, Roland Edmund Murphy e Marco Vironda (a cura di), Nuovo Grande Commentario Biblico, Brescia, Queriniana, 2002, ISBN 88-399-0054-3.
- Wright, N.T.,  Risurrezione., Claudiana, 2006
- Wright, N.T.,  Jesus' Resurrection and Christian Origin (archiviato dall'url originale il 20 marzo 2011)., Gregorianum, 2002, 83/4, 615–635.
- Wright, N.T., The New Testament and the People of God, Fortess Press, 1992.
- Wright, N.T., Jesus and the Victory of God, Fortess Press, 1997.
- Wright, N.T., The Challenge of Jesus: Rediscovering who Jesus was and is, IVP Books, 1996.
- Antonio Landi (a cura di), Il paradosso della risurrezione. Alle origini della fede cristiana, Bologna, Edizioni Dehoniane, 2019.

### Scettici moderni
- Bart D. Ehrman, Gesù non l'ha mai detto. Millecinquecento anni di errori e manipolazioni nella traduzione dei Vangeli [Misquoting Jesus], traduzione di Francesca Gimelli, Mondadori, 2007, ISBN 978-88-04-57996-0.
- Bart D. Ehrman, Gesù è davvero esistito? Un'inchiesta storica, traduzione di Elisabetta Valdré, Mondadori, 2013, ISBN 978-88-04-63232-0.
- Bart D. Ehrman, Il Nuovo Testamento. Un'introduzione, a cura di Matteo Grosso, traduzione di G. C. Brioschi, Carocci, 2015, ISBN 978-88-430-7821-9.
- Jung, Carl Gustav, Risposta a Giobbe, trad. Alfredo Vig, Milano: Il Saggiatore, 1965; Torino, Bollati Boringhieri, 1992 ISBN 978-88-339-0679-9.
- Lapide, Pinchas, The Resurrection of Jesus: A Jewish Perspective, Wipf & Stock Pub, 2002.
- Till, Farrell,  The Resurrection Maze. URL consultato il 22 febbraio 2020 (archiviato dall'url originale l'11 marzo 2016).